# ハイセイコー
ハイセイコー（1970年 - 2000年）は、日本の競走馬。1970年代の日本で社会現象と呼ばれるほどの人気を集めた国民的アイドルホースで、第一次競馬ブームの立役者となった。1984年、顕彰馬に選出。
※馬齢は旧表記に統一する。

## 概要
1972年（昭和47年）7月、大井競馬場でデビュー。同年11月にかけて重賞の青雲賞優勝を含む6連勝を達成。翌1973年（昭和48年）1月に中央競馬へ移籍し、「地方競馬の怪物」として大きな話題を集めた。移籍後も連勝を続け、4月に中央競馬クラシック三冠第1戦の皐月賞を勝つとその人気は競馬の枠を超え、競馬雑誌やスポーツ新聞以外のメディアでも盛んに取り扱われるようになり、競馬に興味のない人々にまで人気が浸透していった。5月27日に東京優駿（日本ダービー）で敗れたことで不敗神話は崩壊したが人気は衰えることはなく、むしろ高まり、第一次競馬ブームと呼ばれる競馬ブームの立役者となった。このブームは、後年1990年前後に起こった武豊とオグリキャップの活躍を中心にした第二次ブームと並んで、日本競馬史における2大競馬ブームのうちの一つとされている。ハイセイコーが巻き起こしたブームは日本の競馬がギャンブルからレジャーに転じ、健全な娯楽として認知されるきっかけのひとつになったと評価されている。1984年、「競馬の大衆人気化への大きな貢献」が評価され、顕彰馬に選出された。
競走馬引退後に種牡馬となった後も人気は衰えず、種牡馬として繋養された明和牧場には観光バスの行列ができるほど多くのファンが同牧場を訪れるようになり、それまで馬産地を訪れることが少なかった競馬ファンと馬産地を結び付けた。産駒には自身の勝てなかった東京優駿を勝ったカツラノハイセイコをはじめ3頭の八大競走およびGI優勝馬、19頭の重賞優勝馬を送り出した。1997年（平成9年）に種牡馬を引退した後は北海道の明和牧場で余生を送り、2000年（平成12年）5月4日に心臓麻痺のため同牧場で死亡した。

## 生涯

### 誕生・デビュー前
1970年（昭和45年）、北海道日高支庁新冠町の武田牧場に生まれる。馬体が大きく脚や蹄が逞しかったことから、牧場関係者は赤飯を炊いて誕生を祝った。武田牧場場長の武田隆雄によると、生まれた時から馬体が大きく一際目立った馬で、他の馬と集団で走る際は常に先頭を切った。武田は当歳時から中央競馬にいっても十分通用するレベルの馬だと感じ、夏になると、「ダービーに勝つとはいいません。でもダービーに出られるぐらいの素質があると思います」と周囲に喧伝するようになった。また1957年の天皇賞（春）を優勝したキタノオー以来の「武田牧場の傑作」として期待を集めて新冠町の評判を呼び、2歳時には「新冠の一番馬」という評判を得るようになった。
ハイセイコーは中央競馬の調教師からも中央でのデビューの誘いを受けたが、母ハイユウの馬主であった青野保が代表を務める（株）王優に所有され、ハイユウを管理していた大井競馬場の調教師の伊藤正美によって管理されることになった。1971年（昭和46年）9月に伊藤厩舎に入厩し、馴致が行われた後、調教が開始された。騎手として調教と馴致に携わった高橋三郎によると、ハイセイコーはこの時点ですでに、他の幼い馬とは「大人と子供」ほどに異なる馬体の大きさと風格を備えていた。また、この時期にはすでにマスコミが盛んにハイセイコーについて取材をし、中央競馬の調教師から移籍が持ちかけられるようになっていたといわれている。1972年（昭和47年）5月、担当厩務員の山本武夫はハイセイコーについて、金沢競馬場の厩務員で同郷出身の宗綱貢に、「800メートルの能力試験を49秒そこそこで走る、すごい馬だ」と語った。

### 競走馬時代

#### 3歳時（1972年）
1972年6月にデビューする予定であったが、出走を予定していたレースが不成立となった。高橋によるとこれは調教師の伊藤が他の出走馬を見下す発言をしたのに反発した調教師たちが「いくら強くてもレースに出られなければそれまでだ」とお灸をすえる意味で故意に管理馬の出走を回避したためであったが、後になって「ハイセイコーとの対戦に恐れをなして出走を回避した」と解釈されるようになったという。7月12日、大井競馬場で行われた未出走戦で辻野豊を鞍上にデビュー。このレースを同競馬場のダート1000mのコースレコードとなる59秒4で走破し、2着馬に8馬身の着差をつけて優勝した。従来のレコードはヒカルタカイが記録した1分0秒3で、ハイセイコーは大井競馬史上初めて1000mを1分を切って走った馬となった。この記録を鞍上の辻野に強く前進を促されることのないまま更新したことから、10年に1頭の大物と評された。辻野はこのレースについて、速さのあまり第3、第4コーナーでは馬体を傾けながら走ったためバランスを取るのに精一杯になり、前進を促すどころではなかったと回顧している。
その後、ハイセイコーは大井での最終戦となった11月末の青雲賞にかけて常に2着馬に7馬身以上の着差をつける形で6連勝を達成、大井での全6戦で2着馬につけた着差の合計は56馬身、平均着差は9.3馬身に達した。2戦目の条件戦では2着のセッテベロナにおよそ16馬身の大差をつけて逃げ切り勝ちを収め、4戦目のゴールドジュニアでは大井競馬場ダート1400mのコースレコードを更新し、6戦目の青雲賞で重賞初優勝を達成した。作家の石川喬司は、連勝中のハイセイコーの評判を聞きつけて競馬評論家の大川慶次郎とともにゴールドジュニアを見に大井競馬場へ出かけ、「こいつは、中央に来ても絶対活躍できる」と話し合っていたことを明かしている。晩秋を迎える頃にはスポーツ紙が「大井に怪物現れる」などと報道し始め、調教師の伊藤は5戦目の白菊特別を勝った頃から「ハイセイコーはいつ中央入りするのか?」とマスコミから質問されるようになった。

#### 4歳時（1973年）

##### 中央競馬へ移籍
1973年1月12日、ハイセイコーはホースマンクラブに5000万円で売却された。武田牧場場長の武田隆雄は、（株）王優がはじめからハイセイコーを中央競馬へ移籍させる意向であったようだと述べており、江面弘也によると武田牧場側は売却に際し、大井でデビューさせた後中央競馬へ移籍させるという条件を付けていた。作家の赤木駿介によると、ホースマンクラブが新たな馬主となったのは、同クラブの代表者である玉島忠雄が大井競馬を訪れた際、条件次第ではハイセイコーを購買できるという噂を聞きつけたのがきっかけであった。大川慶次郎によると、当時の日本競馬界では「中央は中央、地方は地方」という風潮が強く、地方から中央への移籍は4歳の秋以降に行われるのが一般的で、4歳になったばかりの時点で行われるのは珍しいことであった。
1月16日、ハイセイコーは東京競馬場の鈴木勝太郎厩舎に入厩した。この時ハイセイコーは初めて足を踏み入れる厩舎の様子を用心深く探る素振りを見せ、この用心深い性格が後に出走レース選択に関し陣営を苦しめることになる。新たな担当厩務員は、鈴木厩舎の中で人格・技術ともに評価の高い大場博が務めることになった。

##### 弥生賞・スプリングステークス
陣営は移籍初戦として東京4歳ステークス（2月11日に東京競馬場で施行）に出走させようとしたが叶わず、3月4日、増沢末夫を鞍上に据えての弥生賞が移籍初戦となった。
「地方競馬の怪物」ハイセイコーの中央競馬移籍は当初から大きな話題を集め、ジャーナリズムは「野武士登場」「怪物出現」と書き立てた。弥生賞当日の中山競馬場には朝早くから観衆が集まり、およそ12万3000人の観客が入った。ハイセイコーがパドックに姿を現すと500kgを超す雄大な馬体を見た観客からはどよめきが起こり、発走前にハイセイコーがパドックから競走の行われるコースへ移動した際には、あまりの人の多さに金網近くにいた観客が苦しくなって観客席とコースとを仕切る金網を乗り越え、コース内に入りこむ騒ぎも発生した。しかし、ファンがハイセイコーが目の前を通るたびに歓声を上げたことによってハイセイコーは激しく入れ込んだ上に多量の汗をかき、レース直前に集合合図の旗が振られる前からスタンドはざわめいたことで、これによって興奮したハイセイコーはゲートに近づこうとしなかった。
陣営はレース前の調教の内容がよかったことから、「勝てる」というかなり強い見込みを持っていたが、芝の馬場を走るのも中山競馬場で走るのも初めてであったため若干の不安も抱いていた。スタートが切られるとハイセイコーが無事にゲートを出ただけで大歓声が上がり、好位置につけるとさらに歓声は大きくなった。しかし、この時のハイセイコーは調教の時とは異なって走りそうな手応えがなく、序盤4番手を追走し3番手で第4コーナーを回ったハイセイコーは単勝1.1倍の1番人気の支持に応える形で勝利を収めたものの、終始増沢に前進を促され、その増沢に手応えを感じさせないままに終わったレースぶりは陣営に不安を与え、「ハイセイコー勝ちましたが、苦しかった!」と実況された。鈴木勝太郎は弥生賞について「レース中にカッとなるところがあって、これは2000mまでの馬かなと思った。それに初めての芝を気にしたのか、直線で追ってもあんまり延びない。まわりで騒ぐほど強いとは思えなかった」と振り返っている。このレースには後にハイセイコーのライバルと目されるようになるタケホープも出走し、ハイセイコーから約7馬身離された7着に敗れていた。
弥生賞の内容に不満を覚えた陣営は、中2週で3月25日のスプリングステークスに出走させた。しかし、ここでも好位を進み直線で抜け出すというレース運びで勝ちはしたものの、陣営が期待していたほどのパフォーマンスを見せることはできなかった。レース後、2着に敗れたクリオンワードの騎手安田伊佐夫が増沢に「おめでとう」と声をかけたところ、増沢は「ありがとう。でも、頼りないな」と返答した。レース後のインタビューでも増沢の表情は冴えず、その模様を中継していたテレビ番組の出演者からは「まるで負けた騎手のインタビューみたいでした」と評された。陣営が弥生賞とスプリングステークスにおいて感じた共通の課題は、ハイセイコーが調教の時とは異なりレースでは自らハミを噛んで騎手の指示に従おうとしない（ハミ受けが悪い）ことであった。
スプリングステークスの後、専門家の間でもハイセイコーに対する評価は二分した。赤木駿介は、弥生賞とスプリングステークスのレースぶりはともにぎこちなく、「怪物という異名にふさわしいものを感じさせなかった」と評している。一方、当時競馬評論家として活動していた大橋巨泉は、弥生賞とスプリングステークスでのレースぶりを、中央競馬移籍に際し喧伝されていた「鋭い差し脚」や「並ぶ間もないスピード」は感じられず、その意味で「どうやらハイセイコーという馬は、われがわれが抱いていたイメージとは、やや違う馬のようであった」と前置きしたうえで、「タイムも速くなく、それほど凄い脚もみせないが、いつも必ず勝つ」、「五冠王シンザンのイメージがオーバーラップしつつある」と評した。ただし、この大橋の分析に対してシンザンの管理調教師であった武田文吾は、「どだいシンザンと比較するのが間違い。ハイセイコーはまだ1冠もとっていない。とれるかどうかもわからない状態だ。シンザンはすでに"5冠"を制しているのだ」と反論した。しかし、阿部珠樹によると弥生賞のレース後には一部から「ダービーはおろか、三冠、いや全てのレースを勝ち、シンザンを超えるのではないか」という声が上がるようになっていたという。
前述のように、陣営は弥生賞とスプリングステークスにおける共通の課題として、ハイセイコーが調教の時とは異なりレースでは自らハミを噛んで騎手の指示に従おうとしない（ハミ受けが悪い）点を認識していたが、調教師の鈴木勝太郎はスプリングステークスの後、調教中にハイセイコーがハミを噛んではいるものの時折舌を遊ばせることに気づき、そのことがハミ受けの悪さに繋がっているのだろうと考えた。対策として陣営は、ハミ吊りを装着することにした。

##### 皐月賞
4月15日、中央競馬クラシック三冠第1戦の皐月賞に出走。当日は雨で馬場状態は重となった。ハイセイコーが初めて経験する芝コースの重馬場をこなせるかについて専門家の見解は分かれたが、好スタートを切ったハイセイコーは7番手から徐々に前方へ進出し、第3コーナーで先頭に立つ積極的な戦法をとり、第4コーナーで進路が外側に逸れて2番手に後退するアクシデントに見舞われたもののすぐに再び先頭に立つとそのままゴールし、優勝した。地方競馬からの移籍馬が皐月賞を勝つのは中央競馬史上初のことであった。陣営の努力が実り、皐月賞でのハイセイコーのハミ受けは良好であった。また増沢は、向こう正面でハイセイコーが重馬場を苦にしないことを察知した。
皐月賞を優勝したことによってハイセイコーの人気は競馬の枠を超え、競馬雑誌やスポーツ新聞以外のメディアでも盛んに取り扱われるようになった。各方面から、「三冠確実」、「日本競馬史上最強馬」という評価すら与えられるようになり、シンザンと肩を並べるのが既定の事実のように語られるようになった。ただし、広見直樹によるとこの日の中山競馬場は「デビュー戦（弥生賞）の混雑ぶりに嫌気が差し、テレビ観戦を決め込んだファンも多く、場内も落ち着きを取り戻し」ていたといい、また競馬評論家の山野浩一は、ハイセイコーの人気と実力とが調和を保っていたのは皐月賞の頃までであったと分析している。

##### NHK杯
皐月賞優勝後は、クラシック第2戦の東京優駿（日本ダービー）が目標となった。しかしハイセイコーには同レースが施行される東京競馬場のレースに出走した経験がなく、そのせいで陣営はローテーションを巡って、具体的には東京優駿の前にトライアルのNHK杯に出走させるかどうかを巡って、難しい判断を迫られることになった。ハイセイコーは前述のように用心深い性格をしており、初めて走るコースでは様子を探りながら走る傾向があった。例年多くの競走馬が出走する東京優駿で様子を探りながら走れば、馬群から抜け出せず十分に能力を発揮することのないまま敗れてしまう可能性があった。陣営は協議を重ね、最終的には鈴木が「ハイセイコーにとってローテーションはきついが、ダービーを考えると、ハイセイコーをNHK杯に出走させなければならない。」とNHK杯出走を決断した。
NHK杯当日の5月6日、東京競馬場には朝から観客が押し寄せ、午前11時前には国鉄と私鉄の駅に東京競馬場へは入場できない旨の掲示がされた。最終的な観客数は16万9174人で、中央競馬史上最多であった。このレースでハイセイコーは終始インコースに閉じ込められ、なかなか抜け出すことができなかった。増沢は「3着ぐらいか」と敗戦を覚悟し、先頭に立てないままゴールまで残り200メートルとなると、レースを実況していたフジテレビのアナウンサー盛山毅は「ハイセイコー負けるか、あと200だ、あと200しかないよ!」と口走った。しかしここからハイセイコーは鋭い伸びを見せ、ゴール手前でカネイコマをアタマ差交わして勝利を収めた。このレースでのハイセイコーの単勝支持率は83.5%を記録し、配当金は単勝・複勝ともに100円の元返しとなった。
鈴木勝太郎の子で調教助手を務めていた鈴木康弘は苦戦の原因について、陣営が懸念した通りハイセイコーがそれまで走ったことのない東京競馬場のコースの様子を探りながら走り、なかなか馬群から抜け出すことができなかったためだと述べている。レース後に増沢は「直線でもう負けた。ダメだと思っていたらいつの間にか勝っていました」というコメントを残している。武田牧場場長の武田隆雄は苦戦の原因について、重馬場で行われた皐月賞での力走の反動が出たと述べている。また、大橋巨泉も連戦による見えない疲れがあるのではないかと繰り返して指摘していた。
NHK杯を勝ったことで、ハイセイコーが東京優駿を勝つということはファンやマスコミの間で既成事実化した。大川慶次郎は「あの展開だったら、負けてもおかしくはなかったと。それを勝つのだからハイセイコーは強い、ダービーもこれでしょうがないなと感じました」と当時を振り返り。阿部珠樹は、ファンの間に「『ハイセイコーはなにがあっても負けない』という宗教的信念といったものが生まれた」と当時を振り返っている。

##### 東京優駿
NHK杯のレース後、増沢はハイセイコーに対し「左回りは右回りほど走らないのではないか」という印象を抱き、さらに2400mという距離への不安も感じていた増沢は、「ダービーで負けるのではないか」という思いに取りつかれていった。鈴木勝太郎は表向き「ダービーも9分どおり優勝できると思います」と強気のコメントを出したものの、鈴木康弘によると実際には「本当にローテーションは苦しくなった」と不安を募らせていた。東京優駿を前に尿検査をしたところ、検査結果はハイセイコーの体調の低下を示し、獣医師は疲労の蓄積を指摘した。しかし、鈴木勝太郎は獣医師から「本調子ではないが、かといって欠場するほどの状態でもない」と伝えられ、「あれだけファンに支持されている馬だし、NHK杯でとても届かないような位置から追い込んだレースぶりから、あの馬の勝負根性に賭けてみたい気もあった」として、東京優駿出走を決意した。
東京優駿当日の5月27日、東京競馬場には13万人の観客が詰めかけた。ハイセイコーの単勝支持率は東京優駿史上最高（当時）の66.6%に達し、単勝馬券の売り上げの約4億7000万円のうち約3億2000万円がハイセイコーに投じられ、単勝オッズは1.2倍を記録した。このレースで増沢は、展開次第で逃げることも視野に入れつつ先行策をとって3、4番手を進もうとしていた。しかし、スタート後の第1コーナー手前で他の出走馬がハイセイコーの前を横切る形で走行した影響から10番手へ後退を余儀なくされ、さらにインコースに入りすぎてしまった。増沢は、NHK杯でハイセイコーをインコースに入れて苦戦した経験を踏まえ、向こう正面でハイセイコーを馬群の外へ誘導した。第3コーナーに差し掛かった時、ハイセイコーは前方への進出を開始し、第3コーナーと第4コーナーの中間地点で2番手に進出した。最後の直線、ゴールまで残り400mの地点でハイセイコーは先頭に立ったが、その直後に失速し、タケホープとイチフジイサミに交わされ、勝ったタケホープから0.9秒差の3着に敗れた。タケホープが記録した勝ちタイムの2分27秒8は、前年の勝ち馬ロングエースが記録したレコードタイムを0秒8更新し、タケホープの管理調教師の稲葉幸夫、鞍上の嶋田は前週ナスノチグサで優勝したオークスに続いて、2週連続でのクラシック勝利となった。
赤木駿介によると、ハイセイコーの敗戦を目の当たりにした東京競馬場内は「かつて聞いたこともないような、異様な感じのざわめき」に包まれたという。レースの模様はフジテレビとNHKによってテレビ中継され、関東エリアでの視聴率はフジテレビが20.8%、NHKが9.6であった。レース後、敗因について鈴木勝太郎は、2400mという距離がハイセイコーにとって長すぎた可能性を指摘し、「体型的にいってハイセイコーは2000メートルまでで絶対的な強さを見せる馬なのかもしれない」と語った。増沢も距離と左回りに対する不安を語り、またレースに出走し続けたことで目に見えない疲労があったかもしれないとコメントした。増沢は東京優駿での敗戦を、ハイセイコーの主戦騎手を務めてもっとも辛かったこととして挙げ、1982年のダービー前に受けたインタビューにおいてこの時のダービーを念頭に「ダービーだけは、どんなに強い馬でも勝てないことがあるんですよ。力があって、そこに運がなければ、ダービーはとれませんね」と発言している。レース直前の調教では多くのカメラマンが一斉にシャッターを切ってハイセイコーを驚かせる場面も見られたものの、レース後の検量を終えたハイセイコーが競馬場内の馬房に移動したとき、周囲にマスコミ関係者は一人もいなかった。勝ち馬のタケホープに対しては、作家の典厩五郎によると「パラパラと小さな拍手があったのみ」であり、「ダービー馬があれほどもの静かに、あれほど冷淡に迎えられたことがあっただろうか」と回想している。
鈴木勝太郎はタケホープとイチフジイサミがハイセイコーに並びかけた時に「もう、だめだ、5着もあぶないだろう……」と覚悟し、増沢も直線の途中で「これはよくて5着かな。もしかしたら大敗じゃないか」と感じたと振り返っている。石川喬司は、「直線でタケホープとイチフジイサミにかわされたとき、ハイセイコーがチラッとスタンドに視線を向けたような気がした」と回顧し、「まるでボクはもうダメです、と訴えているように見えた。あの視線は忘れられない」と振り返っている。詩人の寺山修司は、日本中央競馬会の機関広報誌『優駿』誌上で自身が執筆したダービーの観戦記の中で「ダービーに出走してきたのは、ハイセイコーではなかった。あれは、ハイセイコーに瓜二つの公営の馬だった」、「並外れた能力の持ち主だが母の父馬がカリムなので距離が少し苦しい。関係者は、ハイセイコーをベルモントステークスに出走させてセクレタリアトの三冠を阻むためにニューヨークへ空輸してしまい、レースに出走したことがない替え馬専門の馬が留守を務めることになった」という持論を展開し、「ハイセイコーがタケホープに負ける訳がない」と述べた。管理馬のクリオンワード（18着）を出走させていた栗田勝はレース後、先行した馬が総崩れとなる中でハイセイコーだけが上位に踏みとどまった事実を指摘し、出走馬の中で最も実力があるのはハイセイコーだと述べた。
東京優駿の敗戦は「不敗神話の崩壊」、「『怪物性』が馬脚を現した」、「偶像が虚像と化した」と評され、マスコミは「ついに"敗"セイコー」、「怪物がただの馬になった日」といった見出しで敗戦を報じた。しかし、その人気が敗戦によって衰えることはなく、むしろ高まっていった。大川慶次郎は、「『ハイセイコー神話』は、逆説的にいえばこの敗戦から生まれたものかもしれません」と述べ、阿部珠樹は「ダービーの敗戦は、ハイセイコーをオーソドックスな日本の英雄に変えたといってもよいだろう」と述べている。

##### 京都新聞杯・菊花賞
夏場は気候の涼しい北海道へ移動させず、東京競馬場で調整されることになった。ハイセイコーは暑さに強く、一度涼しい北海道で過ごした後で残暑の残る本州へ戻すリスクを冒すことはないと陣営が判断したためである。鈴木康弘によると、この年の暑さは厳しく体調を崩す馬が多く出たが、ハイセイコーは3日間調教を休むだけで乗り切ることができたという。
秋になると陣営はクラシック最後の一冠である菊花賞を目標に据え、前哨戦である京都新聞杯に出走させることを決定し、9月18日にハイセイコーを東京競馬場から栗東トレーニングセンターへ輸送した。10月21日に行われた京都新聞杯では1番人気に支持され、皐月賞と同じような先行策をとり、向こう正面で3、4番手から2番手に進出したが、第4コーナーで増沢が馬場状態の悪いインコースを嫌って大きく外を回ったところ、トーヨーチカラ、シャダイオー、ホウシュウエイトがインコースを通ってハイセイコーに並びかけ、激しい競り合いとなった。結果、トーヨーチカラには半馬身遅れをとり、シャダイオーにアタマ差競り勝ち2着でゴールした。鈴木勝太郎はレース後、第4コーナーで外を通り過ぎたことや初めて走る京都競馬場のコースにハイセイコーが戸惑いを見せたことを敗因に挙げ、「これで菊花賞への目安が立ちました」とコメントした。このレースは関西テレビでの競馬中継において杉本清が実況を担当したが、杉本は「京都競馬場の白鳥もうっとり、これが噂のハイセイコーです」「どうだハイセイコー、この淀の走り心地はどうだ」というフレーズを発した。このフレーズに大きな反響があり、この京都新聞杯が自身の実況が「杉本節」と呼ばれるきっかけになったと述べている。
11月11日、菊花賞に出走。1番人気に支持されたハイセイコーであったが、東京優駿で66.6%あった単勝支持率は23.8%に落ち込んでいた。先行策をとったハイセイコーは第3コーナーの手前で先頭に立ち、第4コーナーでは後続を5馬身から6馬身引き離したが、直線でタケホープが追い上げを見せ、2頭はほとんど同時にゴールインした。写真判定の結果、ハナ差でタケホープが先着しており、ハイセイコーは2着に敗れた。タケホープはハイセイコーも出走した京都新聞杯で13頭中8着に敗れており、レース後嶋田功は「ダービー前の状態に近くなってきた」とコメントしていたが、調教師の稲葉幸夫によるとレース前の3日間で体調が大きく上向き、「こわいみたいないい状態」になっていた。タケホープに騎乗した武邦彦は、ハイセイコーが「馬体を合わせるともうひと伸びする、競って強い馬である」という特徴を掴み、直線で最後まで馬体を併せず、ゴールでわずかに前に出るという乗り方を行っていた。寺山修司はこのレースでの武の騎乗を指して、「（ハイセイコーは）タケホープに負けたんじゃない。武邦に負けたんだよ」と述べている。
関西テレビの競馬中継では前走の京都新聞杯に続いてこの菊花賞も杉本清が実況を担当したが、杉本によるとこのレースはハイセイコーが生まれた武田牧場と二元中継を行っており、「スタッフ一同としてはどうしても勝ってほしい気持ちでいっぱいだった」と述べている。杉本は3コーナー付近でシンザンの主戦騎手を務めた栗田勝から教えられた「（京都の3コーナーは）抑えて上り、抑えて下らなければいけません」という言葉を思い出し、「ゆっくりと、ゆっくりと、ゆっくりと下らなければいけません」というフレーズを発した。ゴールの直後も杉本はタケホープがちょっと出たな、と思ったが、ゴールした瞬間に武田牧場の従業員の顔がテレビに映されたため、「『タケホープ勝った』とは言いにくかったから、『ほとんど同時』というようなことを言った」と当日の実況について回顧している。11月14日、ハイセイコーは東京競馬場の厩舎に戻った。

##### 有馬記念
12月16日、ハイセイコーは有馬記念に出走した（タケホープは出走を回避）。有馬記念ではファン投票により出走馬を選出するが、この年のファン投票でハイセイコーは有馬記念史上最高となる投票者の90.8%に支持され、1位で選出されていた。1番人気に支持されたハイセイコーは4、5番手を進んだが、ハイセイコーよりも後方を走るタニノチカラやベルワイドをマークした結果、逃げたニットウチドリや同馬を第3コーナーでいち早く追いかけたストロングエイトを交わすことができず、3着に敗れた。レース後増沢は、向こう正面で先頭に立つことも考えたが、タニノチカラに勝つためにはそうするべきではないと思いとどまったとコメントした。タニノチカラに騎乗した田島日出雄は、ハイセイコーとマークしあった結果、先行馬有利のレースになったと分析した上で、「最初からハイセイコーを負かせば勝てるつもりで乗っていた。それがクビ差とはいえ抜けなかったんだから、やっぱりハイセイコーが一番強いです」と述べた。なお、田島はレース前に記者たちに対して、「ハイセイコーには絶対に勝つ。新聞にもそう書いてくれ」と豪語していた。大橋巨泉は増沢と田島の騎乗を「『相手に勝つこと』ばかりにかまけて、『レースに勝つこと』を忘れたといわれても仕方があるまい」と批判し、スポーツニッポン記者の山中将行も「あまりにも消極作戦でずるずると敗れた両雄の不甲斐なさ」への不満を表明した。
1974年の優駿賞年度代表馬選考ではタケホープが年度代表馬に選出されたが、ハイセイコーの人気が絶大でありそのことは入場者数などに現れていることを根拠に、「1年を象徴するのが年度代表馬であるなら、ハイセイコーであっても不思議はない」という異論が出た。この意見は「ダービー、菊花賞の重さにおよぶはずはない」と退けられたものの、ファンを湧かせた功労を無視することはできないとして「大衆賞」が与えられ表彰された。中央競馬の年度代表馬選考において、特別賞が授与されたのは史上初のことであった。

#### 5歳時（1974年）
陣営は1974年（昭和49年）の初戦として1月20日のアメリカジョッキークラブカップを選んだ。ハイセイコーは1番人気に支持されたが、レースではタケホープに2秒1引き離され、9着に敗れた。レース後、増沢は気合が不足していたとコメントし、その理由について激戦が続いたことによる疲れが出たのではないかと述べた。鈴木康弘によるとハイセイコーはレース後に微量ではあったものの鼻血が出始めていて、後にこれが肺から出ていたことが判明したため、当初は敗因を冬の稽古で絞れなかったことと考えていたが、「とにかく出るレース全部全力投球なんで、目に見えない疲労が少しづつ、体の内部に広がっていったんでしょう」と分析している。
3月10日、中山記念に出走。ハイセイコーは1番人気に支持され、不良馬場のなか、2番手から第4コーナーで先頭に並びかけるレース運びを見せ大差勝ちし、前年のNHK杯以来10か月ぶりとなる勝利を挙げた。タケホープもこのレースに出走しており、増沢は直線で後続馬との差を広げ独走態勢に入ってからも「またタケホープに迫られるんじゃないか」と思い、ハイセイコーに全力で走るよう促し続けた。鈴木康弘によると、3月を過ぎ気温が上昇するとともに、ハイセイコーの体調は上向いていったという。
中山記念の後、ハイセイコーは天皇賞（春）に備えて4月初頭に栗東トレーニングセンターへ輸送された。5月5日に行われたレースで、ハイセイコーは前方へ進出しようとする素振りを見せて増沢の制御になかなか従わおうとせず、2番手でレースを進めた。ハイセイコーは「仕掛けるには、まだ早すぎる」という増沢の思いとは裏腹に第3コーナーで先頭に立ったものの粘りきれず、タケホープから1秒0差の6着に敗れた。前年の11月20日に報道された、ハイセイコーが5月から翌1975年までアメリカへ遠征し、ワシントンDCインターナショナルなどに出走するという計画は、この敗戦により中止された。また、この頃からハイセイコーは従来の呼称であった「怪物」ではなく、「怪物くん」という愛嬌のある呼称で呼ばれるようにもなっていた。
6月2日、宝塚記念（第15回）に出走。このレースで単勝1番人気に支持されたのはストロングエイトであり、ハイセイコーはデビュー以来初めて単勝1番人気に支持されなかった。増沢によると天皇賞（春）に敗れた後、自身のもとに「あれで怪物か。普通の馬じゃないか」という声が届くなど、ハイセイコーに対するファンの見方には変化が生じていたという。しかしこのレースでハイセイコーはレコードタイム（2分12秒9）で走破し、2着のクリオンワードに5馬身の着差をつけて勝利を収めた。レース後、鈴木康弘は勝利を喜びながらも「タケホープに出てきてほしかった。きょうは絶対に負けなかっただろう。タケホープはあれだけの速いタイムでは走れないよ」とタケホープへの対抗心を露わにした。タケホープは天皇賞（春）出走後に屈腱炎を発症し、休養に入っていた。増沢は後に、この勝利で失いかけていた人気が急に復活したと振り返っている。
さらに同月23日、高松宮杯に出走。レース当日、中京競馬場には同競馬場史上最多の6万8469人の観客が入場した。増沢によるとこの時ハイセイコーは夏負けの症状を見せ始めており、体調は宝塚記念の時ほどよくはなかった。増沢は逃げることも視野に入れていたが思っていたほどスピードに乗れず、3番手からの競馬となった。スタート後ずっと前進を促されていたハイセイコーは第3コーナーに差し掛かったところでスピードに乗り始め、第4コーナーで先頭に並びかけ、直線半ばで先頭に立ちそのまま優勝した。高松宮杯を勝ったことでハイセイコーの獲得賞金は1億9364万5400円になり、メジロアサマの記録（1億8625万8600円）を抜いて当時の中央競馬史上最高額となった。レース後、増沢はハイセイコーの年内一杯での競走馬引退を示唆した。
6月27日にハイセイコーは東京競馬場へ戻り、夏場は前年と同様に東京競馬場で調整を続け、秋になって10月13日の京都大賞典に出走。2番人気に支持されたが、休養明けで体調が万全でなかったことと、62kgという負担重量が響く形でタニノチカラの4着に終わった。4着の賞金270万円を加算したハイセイコーの獲得賞金額は2億116万5400円となり、中央競馬史上初めて2億円を超えた。
京都大賞典の後、「目標はあくまでも天皇賞、有馬記念」と語った陣営は、天皇賞（秋）へのステップレースとして11月9日のオープン戦を選び、タケホープも出走したこのレースでハイセイコーはヤマブキオーの2着となった。しかしレース後に鼻出血が確認され、「競走中に外傷性のものではない鼻出血を起こした競走馬は、当該競走から起算して発症1回目は1ヵ月間競走に出走できない」というルールの適用を受けることとなり、天皇賞（秋）への出走は断念せざるを得なくなった。鈴木康弘は「ハイセイコーにとって天皇賞はよほど運のないレースとなってしまった」と嘆いた。増沢も天皇賞（秋）が行われた後、「使いたかった。あのレースの結果からみて、今でも残念だ」と出走できなかったことを悔いた。
12月15日、引退レースの有馬記念に出走。レース前に行われたファン投票では、前年に続き1位に選ばれた。レースではタニノチカラが逃げ、ハイセイコーは3番手につけた。向こう正面で馬群の中ほどに位置していたタケホープが前方へ進出を開始し、第4コーナーではタニノチカラをハイセイコーとタケホープが追う形となった。直線に入ってもタニノチカラとハイセイコー、タケホープとの差は縮まらず、タニノチカラが優勝した。ハイセイコーはタケホープとの競り合いを制し5馬身差の2着に入った。
2頭の競り合いに観客は優勝馬がすでに決まっていたにもかかわらず湧き上がり、ハイセイコーが2着でゴールした瞬間にスタンドからは一斉に拍手が沸き起こり、テレビ中継のカメラは勝ったタニノチカラではなくハイセイコーを大映しにした。増沢はこのレースを、体調がいま一つであったため2着に敗れたものの悔いはないと振り返っている。厩務員の大場はレース前、天皇賞（秋）に出走できずレース間隔が予定より開いた影響から馬体重が絞り切れていないと感じていた。
ハイセイコーがゴールした後、テレビの中継番組は増沢が11月に吹き込みを済ませていた楽曲『さらばハイセイコー』を流し、勝ったタニノチカラへの言及もそこそこに、ハイセイコーが引退レースでタケホープに先着したことを繰り返し伝えた。タニノチカラに騎乗していた田島日出雄によると、『さらばハイセイコー』は現地の観客スタンドにも流されていたという。
『さらばハイセイコー』は1974年のある時、競馬評論家の小坂巖が書いた「増沢がハイセイコーの歌を歌ったらヒット間違いなし」という文章をポリドール・レコード関係者が目にしたのをきっかけに制作された楽曲で、小坂が作詞を、猪俣公章が作曲を担当した。1975年（昭和50年）1月に発売されるや『さらばハイセイコー』はラジオのヒットチャートで1位を、オリコンのヒットチャートで最高4位を獲得し、50万枚を売り上げた。同年4月には同じく増沢の吹き込みで『ハイセイコーよ元気かい』が発売され、14万枚を売り上げた。

#### 引退式
1975年1月6日、『さらばハイセイコー』が流れる中、東京競馬場で引退式が行われた。スタンド前から走り始めたハイセイコーはゴール板を過ぎたところで動かなくなり、再び走り出すとそのまま芝コースを1周した。引退式でコースを1周したのは中央競馬史上初のことで、これは第4コーナーから500mほど走らせるという一般的な方法ではなかなか走るのをやめようとしないだろうと陣営が判断したためであった。引退式に先立ち、1974年12月26日には東京競馬場で「ハイセイコーとファンの集い」が催され、4000人あまりのファンが集まった。この場で増沢は、『さらばハイセイコー』を披露している。
1月7日、ハイセイコーは北海道新冠町の明和牧場で種牡馬生活を開始するために馬運車に乗せられて厩舎を離れ、翌8日の夕刻、明和牧場に到着した。

### 種牡馬時代
ハイセイコーの人気は種牡馬となってからも衰えなかった。後藤正俊は種牡馬としてのハイセイコーの最大の功績として競馬ファンと馬産地とを結びつけたことを挙げ、それまで馬産地を訪れる競馬ファンは少なかったが、ハイセイコーが種牡馬となり明和牧場で繋養されるようになると、観光バスの行列ができるほど多くのファンが同牧場を訪れるようになった。その後も「ハイセイコー見学」はバスツアーの欠かせないコースとなり、明和牧場は年間数万人が訪れる名所となった。明和牧場ではハイセイコー専用の放牧場を用意してファンの訪問に備え、これに合わせてファンがハイセイコーを見るための展望台も作られ、グッズも飛ぶように売れた。1976年（昭和51年）公開の映画『トラック野郎・望郷一番星』にハイセイコーが出演すると新冠町の知名度が高まり、町がハイセイコーの名を冠したブランドを作って特産品の野菜を販売したところ、爆発的な売れ行きを見せた。日本中央競馬会の機関広報誌『優駿』の元責任編集者の和田久によると、1975年2月に札幌市で行われたさっぽろ雪まつりではハイセイコーの雪像が作られ、ひっきりなしに「さらばハイセイコー」が流れていたという。
1977年（昭和52年）10月にはデビューした大井競馬場において、「ハイセイコー 大井に帰る」と題されたイベントが3日にわたって催された。高橋三郎によると、この時京浜急行電鉄立会川駅から大井競馬場にかけて、「東京ダービーや東京大賞典の当日ですら見られないほどの人だかりができた」という。
ハイセイコーは種牡馬となった初年度に72頭の繁殖牝馬と交配した。しかし、小柄な馬が多く生まれたこと、産駒の出来不出来の差が激しいといった理由から2年目以降交配頭数は44頭、38頭、29頭と減少していき、種付け料も初年度は80万円に設定されていたが、1979年には40万円にまで下落した。種牡馬としてもクラシックレースに強い血を受け継ぐタケホープを高く評価する人物も多かったが、初年度の産駒からカツラノハイセイコ（東京優駿、天皇賞（春）優勝）など複数の活躍馬が現れたことで種牡馬としての人気を盛り返し、5年目以降は10年連続で50頭以上と交配した。
カツラノハイセイコはハイセイコーと同じく1番人気で東京優駿に出走し、ジャーナリズムは「父の無念を晴らせ」「内国産の夜明け」と期待を書き立てた。その東京優駿を優勝したことで「親の無念を晴らした孝行息子」として大きな話題を集め、東京優駿優勝時には一般紙でも大きく取り上げられ、その活躍はファンの間でも熱狂的に迎えられた。父内国産馬の東京優駿制覇は1959年のコマツヒカリ（父トサミドリ）以来20年ぶりの事であり、カツラノハイセイコに次ぐ2着に入ったリンドプルバンの鞍上は、タケホープで東京優駿を制した嶋田功だった。同馬を管理した庄野穂積のもとには、初勝利を挙げた頃から激励の手紙やお守りを同封した子供からの手紙が殺到し、1979年には増沢の吹き込みによるレコードシングル『いななけカツラノハイセイコ』が発売され、7万枚を売り上げた。血統研究家の吉沢譲治は、1990年の東京優駿前にハイセイコーの種牡馬生活を振り返った際に、「もしもカツラノハイセイコが出ていなかったら、その後のハイセイコーがどうなっていたか分からない」と述べている。
1980年代に入り世界的な広がりを見せていたノーザンダンサーの血統がブームとなると、ハイセイコーの血統は時代遅れであるとみなされ始める。内国産種牡馬もトウショウボーイやマルゼンスキーが次々とクラシックレースの優勝馬を輩出していき、そのような中でハイセイコーも散発的ではあったが活躍馬を輩出し続け、中央・地方を問わず産駒が走ったことで依然生産者の間での人気は高かったものの、80年代後半になるとそれも落ち始め、「種牡馬ハイセイコーは終わった」という見方が広まっていった。しかし1989年にサンドピアリスがエリザベス女王杯に優勝すると、1990年にはハクタイセイが芦毛馬として初となる皐月賞優勝を果たして親子制覇を達成、牝駒のケリーバッグも桜花賞で2着と健闘した。地方競馬でもアウトランセイコーが大井の黒潮盃を制するなど活躍馬が集中し、一時90万円まで下がっていた種付け料は再び100万円台半ばに回復した。1990年、ハイセイコーは地方競馬のリーディングサイアーを獲得した。
年度別の種付け頭数および誕生産駒数
| 年度       | 1975 | '76 | '77 | '78 | '79 | '80 | '81 | '82 | '83 | '84 | '85 | '86 | '87 | '88 | '89 | '90 | '91 | '92 | '93 | '94 | '95 | '96 |
| ---------- | ---- | --- | --- | --- | --- | --- | --- | --- | --- | --- | --- | --- | --- | --- | --- | --- | --- | --- | --- | --- | --- | --- |
| 種付け頭数 | 72   | 44  | 38  | 29  | 65  | 64  | 71  | 70  | 50  | 75  | 63  | 61  | 57  | 57  | 37  | 45  | 40  | 43  | 17  | 3   | 1   | -   |
| 誕生産駒数 | -    | 57  | 32  | 26  | 19  | 40  | 48  | 58  | 45  | 34  | 54  | 51  | 41  | 46  | 36  | 24  | 34  | 29  | 19  | 9   | 1   | 0   |

#### 顕彰馬に選出
1984年には競馬の殿堂の顕彰馬に選定された。顕彰馬選考委員会の一員として顕彰馬選出に関与した大川慶次郎は、競走成績だけをみると顕彰馬のなかでは一枚落ちるものの、「競馬の大衆人気化への大きな貢献」が選定の決め手になったと述べている。

### 晩年

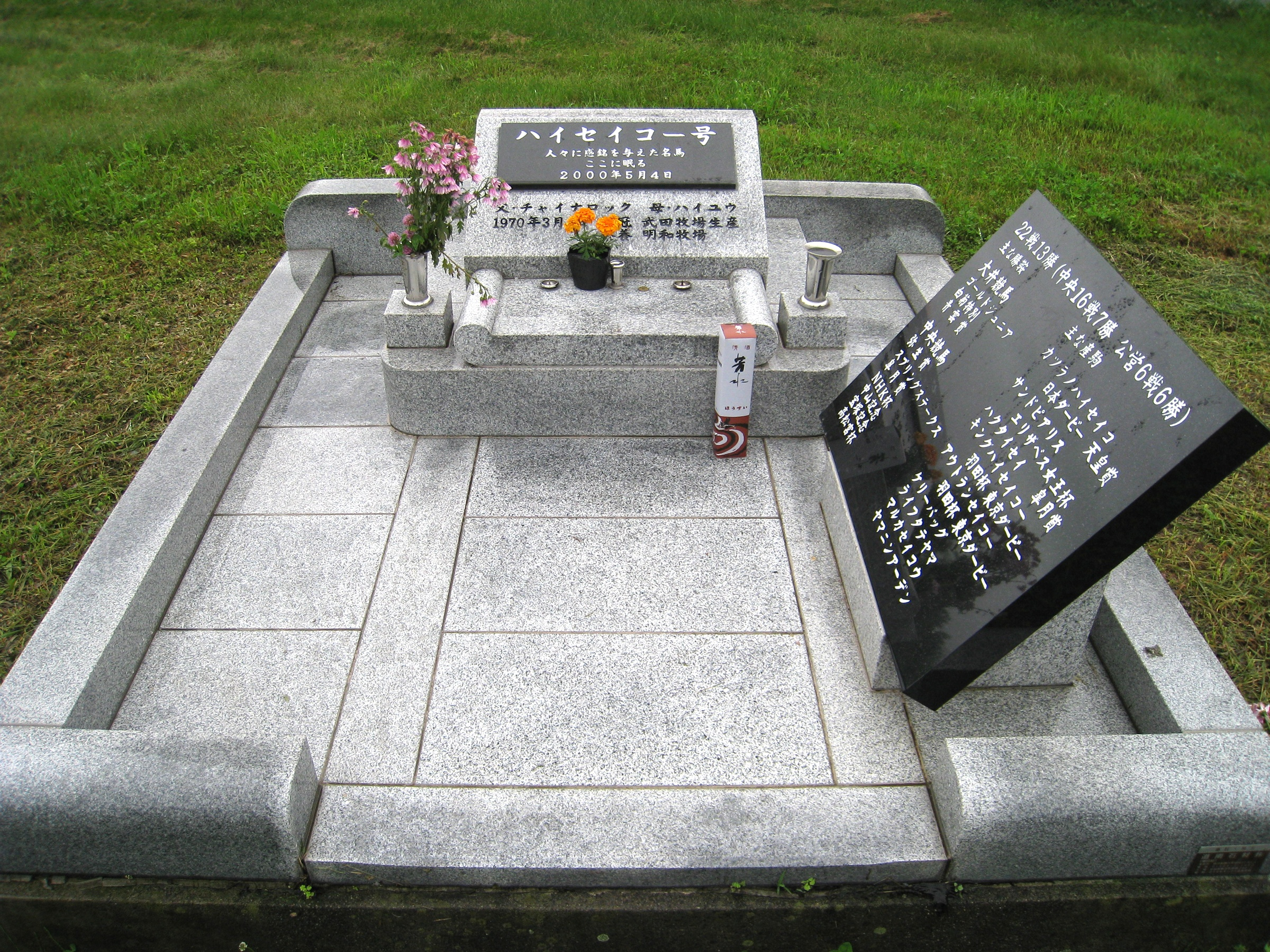
ハイセイコーの墓（ビッグレッドファーム明和）

ハイセイコーは1997年の交配を最後に種牡馬を引退し、明和牧場で余生を過ごした。2000年5月4日午後、同牧場の放牧地で倒れているのが発見され、獣医によって死亡が確認された。死因は心臓麻痺。競走馬時代の主戦騎手で、調教師となり北海道の牧場を巡っていた増沢末夫が死亡の報せを聞いて明和牧場を訪れたところ、ハイセイコーはまだ放牧地に横たわったままで、増沢はその場にしばらく無言で佇み、そしてハイセイコー死亡の連絡を自身に報せた人物に対して涙を堪えるように「ありがとうございます」と伝えたという。5月18日、新冠町のレ・コード館で「お別れの会」が催され、およそ500人が参列した。
ハイセイコーの墓は最期を迎えたビッグレッドファーム明和（1998年に明和牧場を買収して開業）にあり、その墓碑には「人々に感銘を与えた名馬、ここに眠る」と記されている。
死後、道の駅サラブレッドロード新冠（新冠町）・中山競馬場・大井競馬場には銅像が建立され、ハイセイコーが大井競馬場時代に優勝した青雲賞は、2001年より「ハイセイコー記念」と改称された。また、2000年8月には「さらばハイセイコー」が追悼版CDとして再発売された。2004年2月にはJRAゴールデンジュビリーキャンペーンの「名馬メモリアル競走」として「ハイセイコーメモリアル」が中山競馬場で施行された。

## 成績

### 競走成績
| 年月日 | 年月日 | 年月日 | 競馬場 | 競走名           | 頭 数 | 枠 番 | 馬 番 | 人気 | 着順 | 距離          | タイム   | 騎手       | 着差      | 勝ち馬／（2着馬）      |
| ------ | ------ | ------ | ------ | ---------------- | ----- | ----- | ----- | ---- | ---- | ------------- | -------- | ---------- | --------- | ---------------------- |
| 1972   | 7.     | 12     | 大井   | 未出走           | 6     | 3     | 3     | 1人  | 1着  | ダ1000m（重） | R 59.4   | 辻野豊     | 8馬身     | （ジプシーダンサー）   |
|        |        | 26     | 大井   | 53万上           | 8     | 5     | 5     | 1人  | 1着  | ダ1000m（良） | 1.00.5   | 福永二三雄 | 大差      | （セッテベロナ）       |
|        | 9.     | 20     | 大井   | 秋風特別         | 7     | 4     | 4     | 1人  | 1着  | ダ1200m（良） | 1.12.4   | 福永二三雄 | 7馬身     | （トサエンド）         |
|        | 10.    | 9      | 大井   | ゴールドジュニア | 5     | 1     | 1     | 1人  | 1着  | ダ1400m（良） | R 1.24.9 | 福永二三雄 | 大差      | （ゴールドイーグル）   |
|        | 11.    | 11     | 大井   | 白菊特別         | 8     | 5     | 5     | 1人  | 1着  | ダ1400m（重） | 1.25.8   | 高橋三郎   | 7馬身     | （カヤエイコウ）       |
|        |        | 27     | 大井   | 青雲賞           | 10    | 8     | 10    | 1人  | 1着  | ダ1600m（不） | 1.39.2   | 高橋三郎   | 7馬身     | （ゴールデンタテヤマ） |
| 1973   | 3.     | 4      | 中山   | 弥生賞           | 10    | 6     | 6     | 1人  | 1着  | 芝1800m（良） | 1.50.9   | 増沢末夫   | 1 3/4馬身 | （ニューサント）       |
|        |        | 25     | 中山   | スプリングS      | 10    | 3     | 3     | 1人  | 1着  | 芝1800m（良） | 1.51.0   | 増沢末夫   | 2 1/2馬身 | （クリオンワード）     |
|        | 4.     | 15     | 中山   | 皐月賞           | 16    | 4     | 7     | 1人  | 1着  | 芝2000m（重） | 2.06.7   | 増沢末夫   | 2 1/2馬身 | （カネイコマ）         |
|        | 5.     | 6      | 東京   | NHK杯            | 14    | 5     | 7     | 1人  | 1着  | 芝2000m（良） | 2.02.3   | 増沢末夫   | アタマ    | （カネイコマ）         |
|        |        | 27     | 東京   | 東京優駿         | 27    | 2     | 5     | 1人  | 3着  | 芝2400m（良） | 2.28.7   | 増沢末夫   | -0.9秒    | タケホープ             |
|        | 10.    | 21     | 京都   | 京都新聞杯       | 13    | 3     | 3     | 1人  | 2着  | 芝2000m（不） | 2.08.3   | 増沢末夫   | -0.1秒    | トーヨーチカラ         |
|        | 11.    | 11     | 京都   | 菊花賞           | 15    | 3     | 4     | 1人  | 2着  | 芝3000m（稍） | 3.14.2   | 増沢末夫   | -0.0秒    | タケホープ             |
|        | 12.    | 16     | 中山   | 有馬記念         | 11    | 6     | 6     | 1人  | 3着  | 芝2500m（良） | 2.36.6   | 増沢末夫   | -0.2秒    | ストロングエイト       |
| 1974   | 1.     | 20     | 中山   | AJCC             | 10    | 3     | 3     | 1人  | 9着  | 芝2400m（良） | 2.29.6   | 増沢末夫   | -2.1秒    | タケホープ             |
|        | 3.     | 10     | 中山   | 中山記念         | 9     | 7     | 7     | 1人  | 1着  | 芝1800m（不） | 1.52.1   | 増沢末夫   | 大差      | （トーヨーアサヒ）     |
|        | 5.     | 5      | 京都   | 天皇賞（春）     | 15    | 3     | 6     | 1人  | 6着  | 芝3200m（良） | 3.23.6   | 増沢末夫   | -1.4秒    | タケホープ             |
|        | 6.     | 2      | 京都   | 宝塚記念         | 11    | 8     | 10    | 2人  | 1着  | 芝2200m（良） | R 2.12.9 | 増沢末夫   | 5馬身     | （クリオンワード）     |
|        |        | 23     | 中京   | 高松宮杯         | 10    | 5     | 5     | 1人  | 1着  | 芝2000m（良） | 2.00.4   | 増沢末夫   | 1 3/4馬身 | （アイテイエタン）     |
|        | 10.    | 13     | 京都   | 京都大賞典       | 11    | 6     | 6     | 2人  | 4着  | 芝2400m（良） | 2.30.3   | 増沢末夫   | -0.7秒    | タニノチカラ           |
|        | 11.    | 9      | 東京   | オープン         | 8     | 5     | 5     | 1人  | 2着  | 芝1800m（良） | 1.50.0   | 増沢末夫   | -0.3秒    | ヤマブキオー           |
|        | 12.    | 15     | 中山   | 有馬記念         | 9     | 1     | 1     | 3人  | 2着  | 芝2500m（稍） | 2.36.7   | 増沢末夫   | -0.8秒    | タニノチカラ           |

- 1 タイム欄のRはレコード勝ちを示す。
- 2 太字の競走は八大競走。

### 種牡馬成績

#### 年度別成績
年度別種牡馬成績（日本総合、サラ系）
| 年     | 出走 | 出走 | 勝利 | 勝利 | 順位 | AEI  | 収得賞金        |
| 年     | 頭数 | 回数 | 頭数 | 回数 | 順位 | AEI  | 収得賞金        |
| ------ | ---- | ---- | ---- | ---- | ---- | ---- | --------------- |
| 1978年 | 35   | 201  | 23   | 37   | 169  | 0.76 | 8956万4600円    |
| 1979年 | 59   | 518  | 40   | 79   | 43   | 1.64 | 3億1431万8300円 |
| 1980年 | 71   | 775  | 46   | 96   | 28   | 1.74 | 4億531万9000円  |
| 1981年 | 72   | 788  | 45   | 78   | 14   | 2.03 | 4億8473万6600円 |
| 1982年 | 85   | 851  | 46   | 96   | 26   | 1.44 | 4億6183万8300円 |
| 1983年 | 98   | 927  | 47   | 100  | 34   | 1.12 | 3億9986万5300円 |
| 1984年 | 114  | 1046 | 64   | 137  | 6    | 1.65 | 6億7504万8000円 |
| 1985年 | 117  | 976  | 54   | 115  | 27   | 1.21 | 4億8872万200円  |
| 1986年 | 113  | 1105 | 67   | 149  | 13   | 1.60 | 6億3777万4700円 |
| 1987年 | 114  | 1025 | 70   | 142  | 14   | 1.44 | 6億2516万3200円 |
| 1988年 | 106  | 866  | 52   | 109  | 35   | 1.06 | 4億7441万7400円 |
| 1989年 | 106  | 957  | 53   | 106  | 28   | 1.16 | 5億3881万3600円 |
| 1990年 | 110  | 988  | 59   | 125  | 13   | 1.69 | 8億5993万7900円 |
| 1991年 | 98   | 877  | 50   | 100  | 60   | 0.87 | 4億1327万1600円 |
| 1992年 | 84   | 804  | 46   | 111  | 76   | 0.87 | 3億5150万2,00円 |
| 1993年 | 79   | 730  | 45   | 76   | 96   | 0.78 | 2億7872万2000円 |
| 1994年 | 69   | 618  | 35   | 62   | 131  | 0.63 | 1億8535万9000円 |
| 1995年 | 61   | 565  | 31   | 57   | 131  | 0.78 | 1億9907万1000円 |
| 1996年 | 48   | 532  | 27   | 52   | 164  | 0.84 | 1億7107万8000円 |
| 1997年 | 36   | 476  | 19   | 49   | 248  | 0.59 | 9193万5000円    |
| 1998年 | 23   | 324  | 14   | 29   | 284  | 0.62 | 4628万円        |
| 1999年 | 14   | 215  | 7    | 17   | 481  | 0.28 | 1703万2000円    |
| 2000年 | 7    | 106  | 5    | 13   | 559  | 0.29 | 902万6000円     |
| 2001年 | 5    | 47   | 2    | 2    | 769  | 0.06 | 120万8000円     |
| 2002年 | 2    | 5    | 0    | 0    | 821  | 0.02 | 16万円          |

年度別種牡馬成績（地方競馬および中央競馬、サラ系）
| 年     | 地方競馬 | 地方競馬 | 地方競馬 | 地方競馬 | 地方競馬 | 地方競馬 | 地方競馬        | 中央競馬 | 中央競馬 | 中央競馬 | 中央競馬 | 中央競馬 | 中央競馬 | 中央競馬        |
| 年     | 出走     | 出走     | 勝利     | 勝利     | 順位     | AEI      | 収得賞金        | 出走     | 出走     | 勝利     | 勝利     | 順位     | AEI      | 収得賞金        |
| 年     | 頭数     | 回数     | 頭数     | 回数     | 順位     | AEI      | 収得賞金        | 頭数     | 回数     | 頭数     | 回数     | 順位     | AEI      | 収得賞金        |
| ------ | -------- | -------- | -------- | -------- | -------- | -------- | --------------- | -------- | -------- | -------- | -------- | -------- | -------- | --------------- |
| 1978年 | 26       | 166      | 18       | 30       | 163      | 0.98     | 4956万5000円    | 9        | 35       | 5        | 7        | 170      | 0.68     | 3999万9600円    |
| 1979年 | 36       | 358      | 26       | 60       | 73       | 1.46     | 1億295万6500円  | 23       | 160      | 14       | 19       | 39       | 1.53     | 2億1136万1800円 |
| 1980年 | 46       | 543      | 30       | 74       | 40       | 1.56     | 1億4683万3000円 | 28       | 232      | 16       | 22       | 30       | 1.51     | 2億5848万6000円 |
| 1981年 | 49       | 576      | 32       | 57       | 39       | 1.44     | 1億4573万9000円 | 27       | 212      | 13       | 21       | 18       | 1.97     | 3億3899万7600円 |
| 1982年 | 63       | 629      | 31       | 71       | 15       | 1.48     | 1億9572万6500円 | 26       | 222      | 16       | 25       | 40       | 1.38     | 2億6611万1800円 |
| 1983年 | 69       | 721      | 37       | 85       | 11       | 1.48     | 2億917万7500円  | 32       | 206      | 10       | 15       | 55       | 0.87     | 1億9068万7800円 |
| 1984年 | 78       | 763      | 46       | 103      | 3        | 2.01     | 2億9628万7000円 | 41       | 283      | 18       | 34       | 25       | 1.35     | 3億7876万1000円 |
| 1985年 | 79       | 698      | 38       | 90       | 22       | 1.08     | 1億4977万6000円 | 42       | 278      | 16       | 25       | 29       | 1.19     | 3億3894万4200円 |
| 1986年 | 75       | 802      | 48       | 117      | 4        | 1.68     | 2億1735万100円  | 42       | 303      | 19       | 32       | 24       | 1.43     | 4億2042万4600円 |
| 1987年 | 74       | 769      | 51       | 113      | 6        | 1.63     | 2億1790万7000円 | 45       | 256      | 21       | 29       | 23       | 1.24     | 4億725万6200円  |
| 1988年 | 64       | 588      | 36       | 84       | 12       | 1.48     | 1億7935万円     | 46       | 278      | 18       | 25       | 47       | 0.81     | 2億9506万7400円 |
| 1989年 | 62       | 602      | 38       | 83       | 12       | 1.52     | 1億9474万円     | 50       | 355      | 15       | 23       | 40       | 0.87     | 3億4407万3600円 |
| 1990年 | 76       | 765      | 47       | 106      | 1        | 2.13     | 3億6501万3000円 | 40       | 223      | 12       | 19       | 24       | 1.49     | 4億9492万4900円 |
| 1991年 | 72       | 708      | 44       | 90       | 16       | 1.37     | 2億3083万7000円 | 29       | 169      | 6        | 10       | 85       | 0.69     | 1億8243万4600円 |
| 1992年 | 65       | 666      | 37       | 100      | 30       | 1.25     | 1億9483万7000円 | 23       | 138      | 9        | 11       | 102      | 0.74     | 1億5666万5000円 |
| 1993年 | 62       | 619      | 37       | 67       | 52       | 1.08     | 1億4509万8000円 | 20       | 111      | 8        | 9        | 116      | 0.74     | 1億3362万4000円 |
| 1994年 | 55       | 526      | 31       | 58       | 65       | 1.13     | 1億1931万9000円 | 16       | 92       | 4        | 4        | 203      | 0.47     | 6604万円        |
| 1995年 | 53       | 486      | 26       | 49       | 86       | 1.00     | 9816万1000円    | 8        | 79       | 5        | 8        | 157      | 1.44     | 1億0091万円     |
| 1996年 | 42       | 479      | 25       | 46       | 104      | 1.16     | 8912万3000円    | 9        | 53       | 3        | 6        | 189      | 1.03     | 8195万5000円    |
| 1997年 | 34       | 472      | 19       | 49       | 105      | 1.43     | 8923万5000円    | 2        | 4        | 0        | 0        | 544      | 0.15     | 270万円         |
| 1998年 | 23       | 324      | 14       | 29       | 198      | 1.08     | 4628万円        | -        | -        | -        | -        | 350      | 2.24     | -               |
| 1999年 | 13       | 213      | 7        | 17       | 311      | 0.69     | 1703万2000円    | 1        | 2        | 0        | 0        | 558      | 0.00     | 0円             |
| 2000年 | 7        | 106      | 5        | 13       | 394      | 0.69     | 902万6000円     | -        | -        | -        | -        | -        | -        | -               |
| 2001年 | 5        | 47       | 2        | 2        | 624      | 0.14     | 120万8000円     | -        | -        | -        | -        | -        | -        | -               |
| 2002年 | 2        | 5        | 0        | 0        | 701      | 0.05     | 16万円          | -        | -        | -        | -        | -        | -        | -               |

#### 主な産駒
八大競走およびGI優勝馬
- カツラノハイセイコ（1976年生、東京優駿、天皇賞（春））
- サンドピアリス（1986年生、エリザベス女王杯）
- ハクタイセイ（1987年生、皐月賞）

重賞優勝馬
| - ハイセイキング（1976年生、栄城賞） - タツユウチカラ（1977年生、中日新聞杯） - イソノスピード（1979年生、ゴールドカップ、三条記念） - セイコーリマン（1979年生、金盃） - キングハイセイコー（1981年生、羽田盃、東京ダービー） - ライフタテヤマ（1982年生、札幌記念、ウインターステークス、シンザン記念） - ワイドセイコー（1982年生、東海桜花賞） - ヤマニンアーデン（1983年生、シンザン記念） | - マルカセイコウ（1983年生、京阪杯） - ジヨージアセイコウ（1983年生、南部駒賞） - アジサイクイーン（1986年生、スプリンターズ賞） - アウトランセイコー（1987年生、羽田盃、東京ダービー） - ケリーバッグ（1987年生、桜花賞2着、優駿牝馬3着） - カンキヨウトントン（1987年生、花吹雪賞） - コツマナンキン（1988年生、クイーンカップ） - ノズカソウハ（1992年生、百万石賞、スプリンターズカップ2回、JTB賞） |

#### 母の父としての主な産駒
GI優勝馬
- マイネルマックス（1994年生、朝日杯3歳ステークス）

重賞優勝馬
- ハナセール（1988年生、浦和記念、東京盃、日本テレビ盃、関東盃、テレビ埼玉杯、報知オールスターカップ）
- シルクムーンライト（1990年生、北九州記念）
- ヤマノセイコー（1990年生、かしわ記念、埼玉新聞杯、道営記念、ステイヤーズカップ、旭岳賞）
- ストロングライフ（1995年生、梅見月杯）
- タマモストロング（1995年生、マーチステークス、かしわ記念、白山大賞典、さくらんぼ記念）
- マイネルコンドル（1997年生、札幌3歳ステークス）
- シャコーオープン（2000年生、東京記念、船橋記念）

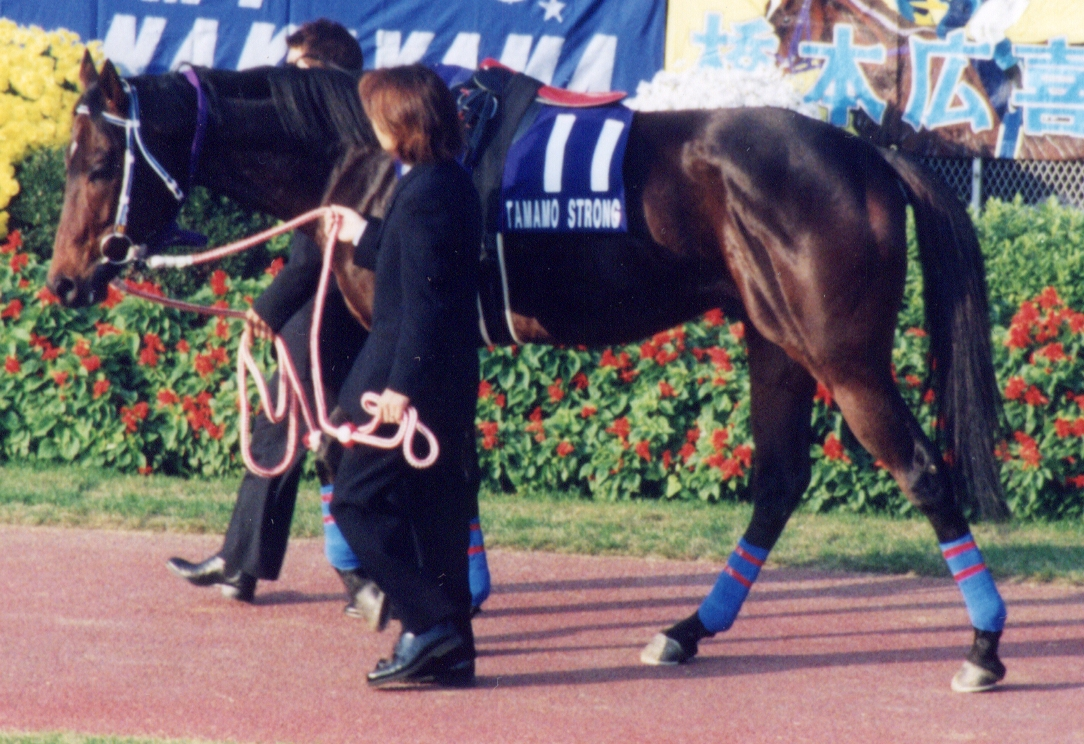
タマモストロング

## 特徴・評価

### 身体面に関する特徴・評価
関係者の証言によるとハイセイコーの馬体は生まれた時から大きく、デビュー前の時点ですでに他の幼い馬とは「大人と子供」ほどに異なる馬体の大きさと風格を備え、4歳の時点で古馬のように完成されていた。加えてハイセイコーはバランスの取れた体型をしていたことで故障に強く、関係者からも馬体について高く評価されている。一方でその馬体は膝下が短く、洗練された気品にはやや欠けていたとも評されている。体格の大きなハイセイコーの走りは重戦車にたとえられた。1974年12月21日に測定されたハイセイコーの馬体のサイズは、体長163センチメートル、体高（キ甲＝首と背の境から足元まで）171センチメートル、尻高169センチメートル、胸囲188センチメートル、管囲21.5センチメートルであり、種牡馬としてのハイセイコーの馬体重は1990年の時点で650kgを超えていた。
鈴木康弘によると、ハイセイコーは心臓をはじめとする内臓が強く、調教を終えると厩舎に戻る前に息が整ったといい、食欲も旺盛であった。サラブレッドの安静時の心拍数は毎分30ないし35拍で一流の競走馬は毎分25ないし30拍といわれるところ、ハイセイコーの心拍数は毎分28拍であった。大井競馬場時代のハイセイコーに騎乗したことのある高橋三郎によると、1971年11月のある日、ハイセイコーが調教後に疲れた様子を見せたのでリンゲル液を注射したところ、リンゲル液が寒さで冷えており、ハイセイコーが体を震わせてショック状態に陥ったことがあった。そのまま倒れると死亡する可能性があったため関係者が10人がかりで支えたところ、崩れ落ちそうになりながらも持ちこたえたという。高橋は「普通の馬だったら保たなかったと思う。よっぽど心臓が強かったんだろうね」と語っている。
厩務員の大場によると、ハイセイコーは皮下脂肪がつきやすい体質で、冬場を苦手としていた。大型馬であるため減量が必要だったハイセイコーの調教は通常でも厳しいものであったが、冬場はいっそう厳しさを増し、「見ているほうが辛くなるときもあるほどだった」と述懐している。逆に暑さには強く、夏が近づくと水を大量に飲み、大量に汗をかいた。

### 知能・精神面に関する特徴・評価
獣医師の伊藤信雄は、ハイセイコーの精神面の長所として気の荒さを挙げており、大井競馬場時代の厩務員山本武夫は、ハイセイコーの性格について「気の荒すぎるところがあり、いったん、いうことをきかなくなったら、テコでも動かなくなる」と評している。ただし荒い反面、気の弱いところもあった。調教師の鈴木勝太郎は、気性の激しいハイセイコーに対応した調教方法を考案した。まず15-15と呼ばれる軽めの調教を1週間ないし10日に一度行い、ハイセイコーには、他の馬と並んで走ると負けまいとして走り過ぎる傾向があったため、他の馬がいないタイミングを見計らって調教を行うなどの工夫をした。
ハイセイコーは初めて訪れる場所を警戒するところがあり、増沢によれば元々警戒心や注意力の強いサラブレッドの中でも、ハイセイコーは一際そうした傾向が強かったという。鈴木勝太郎はマスコミの取材やファンの来訪を拒まなかったが、神経質なハイセイコーへの配慮から、カメラ撮影に関してのみ厩舎内では行わず決められた場所で行うように要望を出した。厩務員の大場によると、ハイセイコーは「イライラを抑え、ファンサービスに努め」ていたが、5歳になってからはほとんど動じなくなったという。しかし大場は、ハイセイコーの気性を鑑みたうえでハイセイコーブームを「嬉しいような、ちょっとかわいそうなような騒がれ方だった」と振り返っている。
明和牧場元取締役の浅川明彦は競走馬引退後のハイセイコーについて、怖いくらいの威厳を放ち、担当厩務員以外の者の言うことは聞かず、他の馬と喧嘩をすることもしばしばであったと振り返っている。浅川によると明和牧場でのハイセイコーは体調がいいと人に触られるのを嫌がる反面、体調が悪いと注射にも素直に応じるところを見せたという。浅川はハイセイコーについて、神経質さが良い方向に出て、警戒心と注意力に優れた頭のいい馬であったと評している。
ハイセイコーは引退式でコースを1周した後、速度を落としつつ第1コーナーを過ぎたところで突如立ち止まって首を振り、騎乗していた増沢を振り落した。増沢によると、それまで第1コーナーと第2コーナーの中間地点をゆるやかに通った後はそのまま地下道を通ってコースから出る習慣があったため、引退式でもハイセイコーはコースから出ようとして方向転換を計り、そのことが落馬につながった。増沢はこの逸話を自著で紹介し、ハイセイコーを「じつに利口な馬」と評している。競走馬時代、普段の調教では調教助手の吉田が騎乗したが、増沢が騎乗するとハイセイコーは興奮する仕草を見せた。これについて鈴木勝太郎は、増沢がレースで騎乗することをハイセイコーが理解しているためだと説明した。
弥生賞当日、発走前に蹄鉄をレース用のものに打ち替えようとしたところ、ハイセイコーは落ち着きをなくし、興奮する様子を見せた。そのため、以降のレースでは当日の早朝に打ち替えが行われるようになった。

### 走行・レースぶりに関する特徴・評価
ハイセイコーは前述のように荒い気性と気の弱さを併せ持っていたが、競馬では他の馬と並んで走ると抜かせまいとする勝負根性を発揮した。増沢は、そうした根性、闘争心こそがハイセイコーの真骨頂だと述べている。
ハイセイコーは後脚の力が強く、「滑らかさよりも力で走る」タイプの競走馬であり、後脚の蹄鉄は装着してから1週間ほどで擦り減ってしまったといわれている。橋本邦治は、このような特徴を持つ競走馬は長い距離を走るとスタミナを消耗する傾向にあり、ハイセイコーの場合も「2000m以上は駄目」と評価されるような競走成績に繋がったと分析している。鈴木勝太郎はハイセイコーの引退後、当初抱いていた印象について、胴の詰まった体型からこなせる距離は1800mまでで、2000m以上で行われる中央競馬のクラシックでは苦しいと感じたと証言し、予想を覆す活躍を見せたハイセイコーを「大した馬だよ」と評している。
ハイセイコーはストライドの大きな馬で、マスコミは「ひと跳び8メートル」と報じた。高橋三郎は、馬体もストライドも大きいハイセイコーにはダッシュ力はなかったと評したが、その一方で一度加速がつくと他の馬を引き離すほどの速さで走ることができたとも振り返っている。増沢によると跳びの大きい馬は雨が降って状態の悪い馬場を苦手とする傾向があるが、ハイセイコーは得意としたという。杉本清はハイセイコーは跳びが大きいためスピード感がないとしながらも、「見た目にはゆっくり見えるんだけど、実際にはかなりスピードのある馬だったのです」と評し、そのため自然とハイセイコーのペースに巻き込まれてしまって気が付いたら喉が痛くなってしまい、菊花賞を実況した際には一瞬声が出なくなってしまったため、ハイセイコーは実況においてしゃべりにくい馬だったと評している。東京優駿を日本短波放送の中継で実況を行ったアナウンサーの長岡一也も、杉本との対談の中でこの話題となった時に当日の実況で「喉が締め付けられて、声が裏返りながら」実況を行っていたといい、杉本と同様の見解を示している。
増沢はハイセイコーがスピードに乗った時の感触について、「ぐーんと躰が沈みこんでいく」と表現している。ただし、ハイセイコーは一瞬の切れ味を発揮するタイプではなく、相撲のがぶり寄りのようにジリジリと伸びるタイプだと評している。また首を下げたまま走るハイセイコーとは騎乗時に人馬一体の感覚を味わえなかったとし、「決して乗りやすい馬ではなかった」と評している。一方で鈴木康弘は、クビを少し下げてひたすら前に進もうとする走行フォームが懸命に走っているという印象を人々に与え、共感を呼んだのではないかと述べている。ハイセイコーが連勝していた時期に増沢は、「物凄い末脚を使う馬が出てくるとこわい」とコメントし、鈴木勝太郎も「一瞬の切れ味の鋭い馬」を警戒していた。
高橋三郎によると、ハイセイコーはダートコース向きの走り方をしていたといい、増沢もダート向きの馬だったと述懐している。鈴木康弘も中央へ移籍してきたハイセイコーを調教で走らせてみてダートでの競走能力を実感したといい、また「大きくて、力強い」走りをするハイセイコーの姿が、自身がイギリスで厩舎経営と馬づくりの修行を行っていた際に実際に目にしていた三冠馬のニジンスキーと面影が重なったと述べている。後藤正俊は、ハイセイコーの現役時代にダートグレード競走が設けられていたら、「セクレタリアト級のぶっちぎり勝ちを続け、ダート史上最強馬として違った形の歴史を作っていたことだろう」と推測している。競馬記者の大島輝久はハイセイコーのダートにおける競走能力を高く評価し、「アメリカのダート競馬で走らせてみたかった」と述べている。
増沢は騎乗した16戦全てで先行策をとった。増沢はハイセイコーの引退後、「1回くらいは追い込んでみてもよかったのではと思う」と述べつつ、それを実行しなかった理由について、「あれで負けたのなら、仕方がない」とファンが納得するレースをするために手堅い戦法をとらざるを得ず、「実験」ができなかったと弁明している。
大川慶次郎は、ハイセイコーは左回りのコースを苦手としていたと述べており、「右と左でかなり極端なレースをする馬だった」と評している。増沢もかつてNHK杯で抱いた「左回りは右回りほど走らないのではないか」という疑念はハイセイコーの引退後も変わらないと述べている。

### 投票における評価
1991年発行の『優駿増刊号 TURF』が競馬関係者を対象に行ったアンケートでは、「思い出の馬」部門で第5位に選ばれた。1999年に雑誌『Sports Graphic Number』が出版した『競馬 黄金の蹄跡』の誌内においては、シンザン、シンボリルドルフ、オグリキャップと共に「その時代に輝いた四大スーパーホース」の一頭に選ばれている。2001年に日本馬主協会連合会が馬主に向けて行ったアンケートでは、「一番好きな競走馬」で第1位、「一番印象に残る競走馬」で第4位、「一番の名馬と思う競走馬」で第6位、さらに「一番印象に残っているレース」で「ハイセイコーが出走した全レース」が第4位に選ばれた。2004年に日本中央競馬会が発行する競馬雑誌『優駿』が行った特集「THE GREATEST 記憶に残る名馬たち」の第1弾「年代別代表馬BEST10」において、ハイセイコーは1970年代部門の第10位に選ばれた。2012年に朝日新聞が読者を対象に行った「心に残る競走馬」というアンケートにおいて、ハイセイコーは1731人中777票を集め、1位に選ばれたオグリキャップに続いて2位にランクインしている。
『優駿』が1985年に読者を対象に行った歴代最強馬を問うアンケートでは、第18位に選出されている。2000年にJRAが行った「20世紀の名馬大投票」では15302票を獲得し、8位となった。2010年に『優駿』が読者を対象に行った「未来に語り継ぎたい不滅の名馬たち」では第17位、同じく『優駿』が2015年・2024年にそれぞれ読者を対象に行った「未来に語り継ぎたい名馬BEST100」においては、2015年は第20位、2024年は第27位に選出されている。また、2015年の「未来に語り継ぎたい名馬BEST100」にランクインした各馬のベストレースの投票において、ハイセイコーは皐月賞が投票率55.5%で第一位、以下1974年の宝塚記念が18.1%、1973年の弥生賞が10.3%という結果となっている。

## 人気（ハイセイコーブーム）
ハイセイコーの人気、ブームは社会現象ともいえるほどの規模に達し、競馬に興味のない人にまで名が知れ渡り、ブームに巻き込んでいった。国民的アイドルホースとなったハイセイコーは「週刊少年サンデー」や「週刊少年マガジン」の表紙や女性週刊誌の表紙にまで登場し、オグリキャップが登場するまで日本競馬史において比較対象すらない存在であった。ハイセイコーが立役者となって作り出した競馬ブームは「第一次競馬ブーム」と呼ばれ、後年オグリキャップと武豊の活躍が中心となった第二次競馬ブームと並び、日本競馬史における2大競馬ブームのうちの一つとされている。
朝日新聞のコラム『天声人語』は、「馬の名で浮かぶ時代がある」とした上で、「高度成長が終わる70年代」を象徴する競走馬として、テンポイントとともにハイセイコーを挙げている。赤木駿介は、ハイセイコーブームとは「表面的な物質享楽と、加速度的なインフレーションの谷間に落ちて」何かに飢えていた大衆が、マスコミの露骨な商業主義を感じ取りつつも、「一個の動物でしかすぎないサラブレッドに、純粋なるものを求めた」ものであり、「世相の反映であり、70年代の1つの象徴といえよう」と評している。競馬評論家の井崎脩五郎は、「1970年の3月6日に生まれ、1970年代を突っ走り、1979年の日本ダービーを自らの産駒が勝ったハイセイコーこそ、この10年の代表馬であったと、当然のことのように思い返すのではないだろうか。」と述べている。競馬評論家の石川ワタルはハイセイコー、テンポイント、オグリキャップの三頭を「ファンの心を捉えて離さなかった三頭」と評し、その中でもハイセイコーは「"大衆賞"にふさわしい元祖アイドルホースだった」と述べている。日本中央競馬会の機関広報誌「優駿」の元編集責任者の和田久は、ハイセイコーとオグリキャップを「公営競馬から来たその生い立ちからして同一視されるところがある『ヒーロー』だが、全く別なヒーローであった。しかし、たしかに時代が必要としたヒーローでもあった」と述べている。

### ブーム形成の要因・背景
前述のように、ハイセイコーの中央競馬移籍は当初から大きな話題を集めた。このことについて日刊競馬解説者の吉川彰彦は2005年に、「1頭の競走馬がなぜそこまで熱視を浴びたか、今思ってもやはり不思議だ。」と振り返っている。ライターのかなざわいっせいは、オグリキャップの中央競馬移籍が決まった際のメディアの報道の仕方について、ハイセイコーのそれと比較すると「東京湾でハゼが3匹釣れた程度のニュースでしかなかった」と述べている。
当時マスコミの現場にいた遠山彰（元朝日新聞記者）や橋本邦治（元日刊スポーツ記者）は、血統的には決して無名の出ではないハイセイコーをマスコミが擬人化し、「名もない地方出身者が、中央のエリートに挑戦する」、「地方から這い上がった野武士が貴公子に挑む」というストーリーを作り上げ、当時上京していた地方出身者がハイセイコーに夢を託したのだと分析している。読売新聞記者の片山一弘は、そのようなストーリーが、高度経済成長期の学歴社会において、判官びいきを伴った共感を集めたのだと述べている。渡辺敬一郎は「思えばハイセイコーが走った時代は、日本の高度経済成長期であり、地方から都会に出てきた人々が、人気に火をつけ、それがあっという間に老若男女、年齢を問わない超人気アイドルになっていったのだ」と述べている。
前述のように誕生した年の夏には生産した武田牧場場長の武田隆雄から「ダービーに勝つとはいいません。でもダービーに出られるぐらいの素質があると思います」と喧伝され、地方でデビューしたのは、単に当初ハイセイコーを所有した（株）王優が地方の馬主資格しか持っていなかったために過ぎなかった。江面弘也によると、前述のように（株）王優への売却に際して武田牧場は大井でデビューさせた後中央へ移籍させるという条件を付けていたといい、さらに2代目の馬主であるホースマンクラブは有力な生産牧場を出資者とする組織で、ハイセイコーは中央へ移籍した時点で既に将来種牡馬となることが想定されていたという。
ハイセイコーが大井競馬場でデビューしたのと同じ1972年7月、日本では田中角栄が第64代内閣総理大臣に就任した。朝日新聞be編集グループは、田中角栄が世間の注目を集めていたことがハイセイコーにまつわる「地方出身者の出世物語」が世間の共感を呼ぶ要因になったと示唆し、藤島大は、人々が「鼻持ちならぬエリートをへこませる野武士」田中角栄の姿をハイセイコーに重ねたとしても不思議はないと述べており、元『優駿』責任編集者の和田久も「田中角栄の生い立ちにハイセイコーを擬した論法もあった」と述べている。日本経済新聞記者の野元賢一は、「地方競馬出身馬が中央競馬に乗り込み、エリートを打ち負かす」というハイセイコーの物語が人気となったのは、当時の日本社会が「出自がどうあれ、ある程度の努力をすれば成功できる」という認識を共有していたからだと指摘している。田中角栄は、ハイセイコー引退の1か月前の1974年12月に内閣総理大臣を辞任した。遠山彰は、田中の辞任とハイセイコーの引退により「地方の時代、野武士の時代」が幕を閉じ、「ブランド志向の時代」が再来したと評している。
一方で、山野浩一はハイセイコーは望まれて中央へ移籍した生まれながらのエリートであるとして、その活躍が地方出身で「雑草育ち」の馬が中央のエリート相手に勝ちまくる出世物語とみることを「あまりにも安易な虚構」と批判している。父のチャイナロックはハイセイコーの登場以前にメジロタイヨウ、タケシバオー、アカネテンリュウと三頭の八大競走勝ち馬を輩出し、ハイセイコーが中央へ移籍した1973年にはリーディングサイアーとなる好成績を収めた種牡馬で、母のハイユウも南関東の地方競馬で16勝を挙げていた。阿部珠樹は「野武士どころか上級の血統馬であり、最初から中央にいれば、クラシック候補と騒がれたかもしれない血統背景を持っていた」と述べ、関口隆哉は、「ハイセイコーが生まれた70年当時の感覚としては、モダンな血筋を受け継いだ、血統的な期待も大きい馬だったことは間違いない」と述べている。
赤木駿介は、マスコミがプロ野球の読売ジャイアンツとON砲（王貞治・長嶋茂雄）に代わる「売り」となる素材を探す中でハイセイコーに注目が集まり、「マスコミの巨大な力が、じわじわと世評を育んで」いったのだと述べている。一方藤島大は、ハイセイコーの物語が支持されたのは、単にマスコミが仕立てたからだけではなく、人々もそれを願ったからだと述べている。島田明宏は、ハイセイコーは長嶋茂雄と1973年5月に週刊少年マガジンにおける連載が完結した「あしたのジョー」の主人公・矢吹丈に代わる「時代が求めた正統派のヒーローだった」と評している。ハイセイコーは野球選手の江川卓、プロゴルファーのジャンボ尾崎の両名と共に「怪物」として並び称され、「江川尾崎にハイセイコー」というキャッチコピーも流れた。
横尾一彦は、ハイセイコーブームが起こった1973年はオイルショックが起こりインフレーションに見舞われた、それまでの好景気が一転して不況に陥った年であり、庶民が「せめてもの慰み」としてハイセイコーに関心を寄せた可能性を示唆している。歴史学者の本村凌二（雅人）は、日本の経済成長に陰りが見える中、カネのためではなく純粋に競走馬として走るひたむきな姿が、「何でもカネ、カネ」という生き方に疑問を持ち始めていた人々の胸を打ったのだと分析している。
東京優駿で敗れると、マスコミの中には「ただの馬」、「落ちた偶像」、「"敗"セイコー」などと叩くものも現れた。しかし前述のようにその人気が敗戦によって衰えることはなく、むしろ高まっていった。鈴木康弘も、東京優駿に敗れたことでかえって多くの手紙や電話が寄せられるようになり、「応援が足りなかったんでしょうか」と書かれた手紙も届いたと回顧している。広見直樹は東京優駿以降のハイセイコーについて、「挑戦者としてライバル（タケホープ）に一矢報いる戦いが始まった」、「畏怖の念すら感じさせたヒーローが、身近で守ってあげたくなる存在として帰ってきた」と表現し、同時にファンも「アイドルを迎えるように温かい眼差しで応援することにした」のだと述べている。高見沢秀はこうした現象を、ファンが東京優駿での敗北という信じがたい悪夢を現実として見つめ直した後、「また新しい夢を見せてくれる存在としてハイセイコーを支持し続けた」のだと分析している。石川喬司は、挫折を経てなお走り続けるハイセイコーの姿から、ファンは「高度成長の挫折に見舞われた人間界からは失われつつあるものを見出し、その無垢な生物の素顔にしびれた」のだと述べている。阿部珠樹は、ハイセイコーが宝塚記念と高松宮杯を連勝した頃には「もうハイセイコーの勝敗は、ファンにとって、あまり問題ではなくなってきていた」と述べている。

### 現象
遠山彰は、ハイセイコー人気が高まる中、女性や子供のファンからファンレターやプレゼントが届いたことをきっかけに「男ばかりのギャンブルの世界」が変質し始めたと分析している。競馬評論家の原良馬によると変化は「汚い」「暗い」「怖い」という目で見られていた競馬場にも及び、ハイセイコーが活躍した頃から女性ファンの姿が見られるようになった。片山一弘も、「中年男のものだった競馬場に…若い女性が集まり、黄色い声援が飛び交うようになった」ことを指摘し、ハイセイコーの出現によって日本の競馬が、ギャンブルからレジャーに転換したと評価している。高見沢秀は、それまでギャンブルに過ぎなかった日本の競馬が、ハイセイコーの出現によってカルチャーとエンターテインメント、ギャンブルを横断する独特のジャンルへと変貌したと分析している。広見直樹はハイセイコーを「競馬を単なるギャンブルから大衆の娯楽にまで広めるきっかけを作った立役者として語り継がれるべき名馬である」と評している。結城恵助は、1988年にオグリキャップが出走した高松宮杯が1974年にハイセイコーが記録した入場記録に及ばない3万812人だったことについて、オグリキャップ人気は「純粋に競馬を愛好する人たちに支持された地に足が着いたもの」であると述べ、一方でハイセイコー人気は「一目パンダを見ておこうというのに通じるブームだった」と評している。
『日本中央競馬会50年史』は、ハイセイコーブームが従来の「公営競技=ギャンブル=悪」というイメージを脱し、競馬が健全な娯楽として認知される基盤を築く一因となったと評している。管理調教師であった鈴木勝太郎は、ハイセイコーの登場により競馬新聞を人前で読むのが憚られるような雰囲気が解消され、「あの馬のおかげで、競馬そのものが真っすぐな方向に変わったように思います」と述べ、横尾一彦も同様に、「ようやく『私は競馬ファンです』と胸を張れる時代がやってきた」と述べ、作家の典厩五郎は「（ハイセイコーが生まれた昭和45年ごろの競馬場は）修羅場であり博奕場で、義理と人情の男の世界。女なんて穴場（投票場）のオバチャン以外に見たこともなかった」という『競馬＝根暗』のイメージが、ハイセイコーの出現によってぶち破られたと述べている。
ハイセイコーのファン層は子供や女性、老人など馬券を購入せず、ハイセイコー以外の競走馬に関心を抱かない人々にまで広がった。中には、子供に喝を入れるときに「ハイセイコーみたいにがんばりなさい」と言った親もいた。片山一弘は、こうした点でハイセイコーは「競馬という枠組みを超えたスーパースター」であったと評している。鈴木康弘はハイセイコーのファンがギャンブルを抜きに、愛情をもってハイセイコーに接したことに感動を覚えたと回顧している。ファンの中にはハイセイコーを見ようと厩舎を訪れるファンも多く、夏休みの時期には親に連れられて子供のファンが多く厩舎を訪れたという。鈴木康弘によるとある時3人の女子中学生が厩舎を訪ね、「ブラシについたたてがみでいいからほしい」と言われて「『そういうものでも欲しいのか』と驚かされましたね」といい、1975年1月に明和牧場へ向かう前日には宇都宮市に住む小学生の男児から「ハイセイコーの馬運車は、何時ごろ、宇都宮を通るのですか」という長距離電話がかかってきたという。阿部珠樹は「こうした愛され方をした馬は、後にも先にもいないだろう」と述べている。増沢はハイセイコーが女性ファンに人気を集めた要因として、「綺麗な顔をしていて、真っ黒な馬体もバランスが取れて見栄えがする」ということを挙げている。
ハイセイコーのもとには日本全国から多くのファンレターが届き、「東京都 ハイセイコー様」という宛名だけ書かれたはがきが東京競馬場の鈴木勝太郎厩舎に届いたこともあった。ファンレターの中には「死んでしまおうかと思っていました。でも、あなたの懸命に走る姿に心打たれ、自殺を思いとどまりました。」という内容のものまであり、引退後も年賀状やクリスマスカード、誕生祝いなどが届いた。明和牧場責任者の堤益登は、当初はファンレターに返事を書いていたが、あまりに数が多いため葉書にスタンプを押して送り返すようにしたという。浅草のブロマイド屋のもとにはハイセイコーのブロマイドを求める声が多く寄せられ、写真を撮らせてほしいとブロマイド屋が厩舎を訪れたこともあった。
ブームが高まるとハイセイコーは少年雑誌や女性週刊誌など、競馬雑誌やスポーツ新聞以外のメディアでも盛んに取り扱われるようになった。阿部珠樹はハイセイコーが少年雑誌の表紙に登場したことについて、「それまで健全な市民社会の対極にあるものとみなされていた競馬の世界では、考えられないことだった」と述べている。ハイセイコーが東京優駿に出走した1973年5月27日には、ギャンブル嫌いの漫画家である長谷川町子が、朝日新聞朝刊に連載中の『サザエさん』でハイセイコーを取り上げた。5歳時の1974年に旧日本海軍少尉の小野田寛郎がフィリピン・ルバング島から29年ぶりに帰国した際、小野田は「ハイセイコーは知っています」というコメントを残した。
ハイセイコーが中央競馬で現役生活を送った1973年・1974年の2年間において、1973年は馬券売上額が33.55%、入場者数が15.64%、それぞれ前年よりも増加し、翌1974年は馬券売上額が前年よりも17.52%増加した。レース単位でみると、1973年には前述のようにNHK杯で中央史上最多となる16万9174人の観客が入場し、東京優駿における馬券の売り上げは従来の記録を7億円も上回る96億8349万3900円を記録した。菊花賞の馬券売上額は98億4813万5400円と同レース史上最高となり、有馬記念での馬券売上額は中央史上最高の124億4197万にのぼった。有馬記念が施行された12月16日の開催1日の馬券売上額も154億6847万3600円と史上最高であった。翌1974年の有馬記念では前年の記録をさらに更新し、同レースの売上額が136億4668万円、レース当日の売上額が172億7956万8600円を数えた。日本経済が1973年から1974年にかけて起こった第一次オイルショックの影響から国内消費の低迷に見舞われる中、中央の馬券売上額はハイセイコーの引退後も上昇を続け、「不況に強いギャンブル」という神話が誕生した。野元賢一は、1970年代前半における中央の馬券売上増加を支えたのはハイセイコーであると評している。

## タケホープとのライバル関係
ハイセイコーの競走生活においては、タケホープとのライバル関係が注目を集めた。ハイセイコーの出走した東京優駿、菊花賞、天皇賞（春）を勝ったタケホープは、ハイセイコーの終生のライバルと呼ばれ、ハイセイコーのファンからは敵役として憎まれた。2頭の関係は「人気のハイセイコー、実力のタケホープ」（日本中央競馬会）、「ライバルというよりヒーローとヒール」（広見直樹）と評され、典厩五郎はプロ野球に例え、「ハイセイコーがひまわりこと長嶋茂雄なら、タケホープは月見草こと野村克也のような存在だった」と言い表している。
タケホープが東京優駿を勝った時、多くの者は「無欲のチャレンジが生んだフロック勝ち」と受けとめた。同馬の管理調教師であった稲葉幸夫もハイセイコーに勝てるという気持ちをさほど強くは抱いておらず、レース後には「あれだけの人気馬を負かしてしまって、すまないなあ」という思いすらしたという。しかし東京優駿をフロックで勝ったという見方に対して稲葉は反発し、菊花賞出走時には「ハイセイコーを負かして、なんとか、フロックのダービー馬という声を消したい」と願うようになっていた。東京優駿でタケホープに騎乗していた主戦騎手の嶋田功の息子はハイセイコーのファンであり、母親（=嶋田の妻）に泣き付いたという話も伝えられている。ただし、後に騎手となる田原成貴はタケホープが東京優駿においてハイセイコーを破ったことに強い感銘を受け、騎手を志した。田原は東京優駿でタケホープの鞍上を務めた嶋田功のガッツポーズを見て「日本一強い馬を、あの人がやっつけた」と感じたといい、もしタケホープに乗っていたのが勝ってもガッツポーズをしないような地味な騎手であったら、騎手を志していないか、自身も地味な騎手になっただろうと述べている。
嶋田功は、東京優駿の3日前に東京競馬場で受けた取材で「ダービーは勝てる。（ハイセイコーは）負かせられない相手ではない」、「ハイセイコーも4本脚なら、タケホープもおなじ4本脚だ」、「ハイセイコー、ハイセイコーってみんなむこうへ行っちゃってるけどさ。オレのタケホープだって、馬なんだよ」というコメントをした。当初嶋田は東京優駿ではまだ勝てないだろうと考えていたが、ハイセイコーのNHK杯出走を知ると、「これで東京優駿まで余力が残らない」と推測し、しめたという気持ちになったという。加えて当時のタケホープの体調は非常に良く、嶋田は厩舎関係者に対しても「勝てる」と宣言していた。さらに渡辺敬一郎によると、嶋田は早い時期から「あれだけの人気馬だから、ひとつのレースも手抜きはできない。だから、ずっとやっていけば疲労が重なり、大事なところで反動がくる」とハイセイコーの辛さについて予言していたという。タケホープの厩務員の萩原武夫によると、タケホープはダービーに向かって「信じられないような上昇ぶり」を見せ、この時点ではまだハイセイコーにはちょっとかなわないかもと思っていたが、ハイセイコーのNHK杯出走を知って「しめた」と思ったといい、「それまでも目いっぱいに来てるんだから、NHK杯で、もうおつりがなくなっちゃうぞ、と思ったんだ」と述べている。なお、萩原は大井競馬場時代にハイセイコーの母のハイユウを厩務員として担当しており、「不思議な因縁だなあって、変なところで懐かしい気持ちになったよ」と回顧している。
タケホープは京都新聞杯で8着に敗れたことで菊花賞でもフロック視されて当日は6番人気で出走したが、この菊花賞を勝ったことでようやくハイセイコーのライバルとして認知されるようになり、同時に「アイドルホースの仇役」という役回りも担うこととなった。また、菊花賞以降タケホープは出走したすべてのレースでハイセイコーと対戦した。これについて山野浩一と江面弘也は、ハイセイコー陣営が意図的にタケホープに合わせたローテーションを組んだのだと述べている。1973年（菊花賞の後）と、1974年（有馬記念の後）には、2頭によるマッチレースが企画されたが、実現には至らなかった。石川喬司は1974年の有馬記念前には報知新聞に「もし有馬記念が、ハイセイコーとタケホープたった2頭のマッチレースで行われるとしても、中山競馬場は満員になるに違いない」という文を寄稿している。
対戦を重ねるうちに、タケホープは長距離で、ハイセイコーは中距離で強さを発揮することが明らかとなっていった。稲葉はタケホープが天皇賞（春）を勝った後、同馬について、父インディアナの個性を受け継いだステイヤーで「2400m以上ならどの馬にも負けない自信を持ってます」とコメントしている。東京優駿と菊花賞、3200mの天皇賞をすべて勝ったのはシンザン以来史上2頭目であった。一方、ハイセイコーについては2000m以下のレースで14戦12勝2着2回と連対を外したことがないにもかかわらず2400m以上のレースでは一度も勝ったことがなく「極端に弱かった」ことが指摘されている。鈴木勝太郎は前述のように弥生賞について「レース中にカッとなるところがあって、これは2000mまでの馬かなと思った」と振り返り、東京優駿の敗因として距離が長すぎた可能性を挙げ、「体型的にハイセイコーは2000メートルまでで絶対的な強さを見せる馬なのかもしれない」と語り、天皇賞（春）で敗れた後には「やっぱり距離のカベとしかいいようがない」とコメントしている。嶋田功はハイセイコーに対し、「中距離戦では絶対にかなわない」という思いを抱いていたと述べている。阿部珠樹は、距離別のレース体系が整備された時代であったなら、ハイセイコーはマイルから中距離のレースに出走し続けただろうと推測している。
1974年1月に行われたアメリカジョッキークラブカップがタケホープ1着、ハイセイコー9着という結果に終わり、3月になって中山記念に2頭が出走したとき、嶋田功は「今度はタケホープが1番人気になるだろう」と予想していた。しかし1番人気になったのはハイセイコーであり、タケホープは3番人気だったため、嶋田は「どうしてあの馬ばかりが人気を集めるのか」と憤りを覚えたという。
2頭の引退レースとなった1974年の有馬記念では、ハイセイコーのファンはタニノチカラに敗れたにもかかわらずタケホープに先着したことを喜び、両陣営もレース後には優勝したタニノチカラのことではなく互いの着順の先後についてコメントした。マスコミも、タニノチカラの優勝よりも2頭の最後の対決に焦点を当てた報道を行った。
タケホープが東京優駿に出走できたのは、その前に出走した条件戦の4歳中距離特別を勝って獲得賞金額を上積みしたからであった。この時、2着のサクラチェスとの着差はハナ差であったため、競馬史研究家の山本一生は「サクラチェスの鼻がもう少し長かったなら、わが国の競馬の歴史が変わっていただろう」と述べており、ライターの藤野広一郎は「まるでクレオパトラのように美しくて貴重な鼻だった。もしタケホープの鼻がもう少し短かったら、確実にダービーの歴史は変わっていたのである」と述べている。後にハイセイコーの初年度産駒カツラノハイセイコが父の勝てなかった東京優駿を勝った時、2着となったリンドプルバンには嶋田が騎乗しており、東京優駿の前に出走した4歳中距離特別で勝利を収めていた。江面弘也はこれを「競馬の神の粋な演出」と表現している。
種牡馬としては、ハイセイコーが重賞優勝馬を複数輩出したのに対し、タケホープは重賞優勝馬を送り出すことができなかった。山本一生は、タケホープの血統が長距離系の血統の馬が近親交配されていたことで短い距離を苦手としていたことを挙げ、江面弘也は、ハイセイコーが産駒にスピードを伝えた一方で、タケホープは「スピード化という時代の波に飲み込まれ」る形になったと分析している。この事実に萩原は「（タケホープは）種牡馬として成功するためではなく、ダービーを勝つために生まれてきた馬だから、それに不満はない」と述べている。

## 血統

### 血統背景
父のチャイナロックはハイセイコーの誕生までにタケシバオー（1969年天皇賞（春）優勝）、メジロタイヨウ（1969年天皇賞（秋）優勝）、アカネテンリュウ（1969年菊花賞優勝）と3頭の八大競走優勝馬を輩出し、1973年には中央競馬のリーディングサイアーを獲得した種牡馬である。
母のハイユウは競走馬時代に地方競馬（南関東）で16勝を挙げ、レコードタイムを3度記録した馬であった。競走馬時代の担当厩務員は、先述の通り当時大井競馬に在籍し、のち中央でタケホープの厩務員を担当した萩原武夫である。祖母ダルモーガンは1952年（昭和27年）に輸入された「豪サラ」で、産駒にはハイユウのほか、ショウゲツ（CBC賞優勝）やオオクラ（天皇賞（春）2着）がいる。
阿部珠樹は、ブルードメアサイアーのカリムは短距離で本領を発揮した馬で、ハイセイコーの2000mの京都新聞杯を除いて敗れたレースの距離がすべて2100m以上という競走成績からはカリムの影響が明確に読み取れると分析している。寺山修司も、東京優駿での敗戦の要因として母の父がカリムだったことを挙げている。一方で武田牧場場長の武田隆雄は、ダービーでの敗因について菊花賞で2着になったことを引いて、カリムの血から来る距離の壁が敗因だったとされていることに対して「京都の3000mであれだけのレースができる馬が、東京の2400mで距離の壁に泣いたとは思えない」と否定的な意見を述べている。

### 血統表
| ハイセイコーの血統                        | ハイセイコーの血統                       | ハイセイコーの血統      | （血統表の出典）        | （血統表の出典） |
| 父系                                      | ロックフェラ系                           | ロックフェラ系          | ロックフェラ系          | [ § 2 ]          |
| 父 *チャイナロック China Rock 1953 栃栗毛 | 父の父Rockefella 1941 黒鹿毛             | Hyperion                | Gainsborough            | Gainsborough     |
| 父 *チャイナロック China Rock 1953 栃栗毛 | 父の父Rockefella 1941 黒鹿毛             | Hyperion                | Selene                  |                  |
| 父 *チャイナロック China Rock 1953 栃栗毛 | 父の父Rockefella 1941 黒鹿毛             | Rockfel                 | Felstead                | Felstead         |
| 父 *チャイナロック China Rock 1953 栃栗毛 | 父の父Rockefella 1941 黒鹿毛             | Rockfel                 | Rockliffe               |                  |
| 父 *チャイナロック China Rock 1953 栃栗毛 | 父の母May Wong 1934 栗毛                 | Rustom Pasha            | Son-in-Law              | Son-in-Law       |
| 父 *チャイナロック China Rock 1953 栃栗毛 | 父の母May Wong 1934 栗毛                 | Rustom Pasha            | Cos                     |                  |
| 父 *チャイナロック China Rock 1953 栃栗毛 | 父の母May Wong 1934 栗毛                 | Wezzan                  | Friar Marcus            | Friar Marcus     |
| 父 *チャイナロック China Rock 1953 栃栗毛 | 父の母May Wong 1934 栗毛                 | Wezzan                  | Woodsprite              |                  |
| 母 ハイユウ 1961 黒鹿毛                   | 母の父*カリム Karim 1953 鹿毛            | Nearco                  | Pharos                  | Pharos           |
| 母 ハイユウ 1961 黒鹿毛                   | 母の父*カリム Karim 1953 鹿毛            | Nearco                  | Nogara                  |                  |
| 母 ハイユウ 1961 黒鹿毛                   | 母の父*カリム Karim 1953 鹿毛            | Skylarking              | Mirza                   | Mirza            |
| 母 ハイユウ 1961 黒鹿毛                   | 母の父*カリム Karim 1953 鹿毛            | Skylarking              | Jennie                  |                  |
| 母 ハイユウ 1961 黒鹿毛                   | 母の母*ダルモーガン Dalmogan 1950 黒鹿毛 | Beau Son                | Beau Pere               | Beau Pere        |
| 母 ハイユウ 1961 黒鹿毛                   | 母の母*ダルモーガン Dalmogan 1950 黒鹿毛 | Beau Son                | Banita                  |                  |
| 母 ハイユウ 1961 黒鹿毛                   | 母の母*ダルモーガン Dalmogan 1950 黒鹿毛 | Reticent                | Hua                     | Hua              |
| 母 ハイユウ 1961 黒鹿毛                   | 母の母*ダルモーガン Dalmogan 1950 黒鹿毛 | Reticent                | Timid                   |                  |
| 母系(F-No.)                               | ダルモーガン系(FN:12-g)                  | ダルモーガン系(FN:12-g) | ダルモーガン系(FN:12-g) | [ § 3 ]          |
| 5代内の近親交配                           | Son-in-Law 4×5                           | Son-in-Law 4×5          | Son-in-Law 4×5          | [ § 4 ]          |
| 出典                                      | 1. 2. 3. 4.                              | 1. 2. 3. 4.             | 1. 2. 3. 4.             | 1. 2. 3. 4.      |

### 兄弟
- マイデン（1967年生、牡、父リンボー） - 35戦3勝。
- ハクセイコー（1968年生、牡、父ダイハード） - 14戦6勝。東京ダービー3着。種牡馬。
- ハイエース（1973年生、牡、父ラークスパー） - 52戦8勝。
- サイセイコー（1974年生、牡、父チャイナロック） - 不出走
- アアセイコー（1977年生、牡、父ファラモンド） - 28戦7勝。種牡馬。エスプリシーズの母母父。